# Атмосфера Юпитера

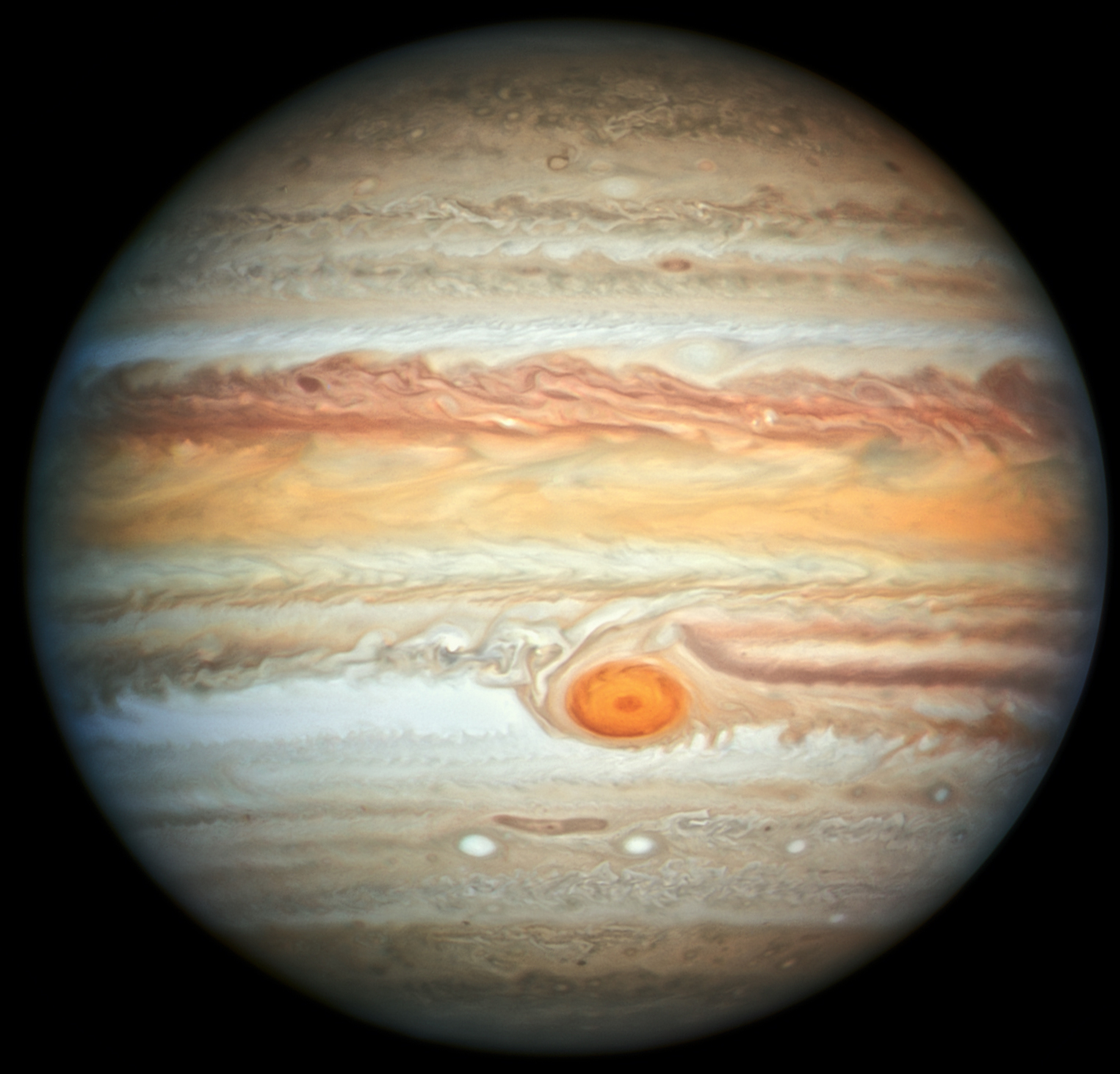
Фотография Юпитера, сделанная 27 июня 2019 года с телескопа «Хаббл»

Атмосфе́ра Юпи́тера — газовая оболочка, окружающая Юпитер. Является крупнейшей планетной атмосферой в Солнечной системе. Преимущественно состоит из водорода и гелия. Другие элементы присутствуют в небольших количествах в составе соединений, таких как метан, аммиак, сероводород и вода. Состав атмосферы подобен составу всей планеты в целом.
Атмосфера Юпитера не имеет чёткой нижней границы — она плавно переходит в океан из жидкого водорода. Различают следующие слои атмосферы (снизу вверх): тропосфера, стратосфера, термосфера и экзосфера. Самый нижний слой — тропосфера — содержит сложную систему из облаков и туманов, включая слои аммиака, гидросульфида аммония и воды. Верхние аммиачные облака, наблюдаемые на «поверхности» Юпитера, организованы в многочисленные полосы, параллельные экватору, и ограниченные сильными зональными атмосферными потоками (ветрами), известными как «струи». Полосы имеют различную окраску: более тёмные полосы принято называть «поясами», а светлые — «зонами». Зоны — это области восходящих потоков, имеющих меньшую температуру нежели пояса — области нисходящих потоков.
Происхождение структуры из полос и струй достоверно неизвестно, предложено две модели этой структуры. В поверхностной модели предполагается, что это поверхностные явления над стабильными внутренними областями. В глубинной модели предполагается, что полосы и струи — поверхностные проявления глубинной циркуляции, протекающей в юпитерианской мантии, которая состоит из молекулярного водорода и организована в виде системы цилиндров.
В атмосфере Юпитера происходят разнообразные активные явления, такие как нестабильность полос, вихри (циклоны и антициклоны), бури и молнии. Вихри выглядят как крупные красные, белые и коричневые пятна (овалы). Два крупнейших пятна — Большое красное пятно (БКП) и овал BA — имеют красноватый оттенок. Они, как и большинство других крупных пятен, являются антициклонами. Маленькие антициклоны обычно бывают белыми. Предполагается, что глубина вихрей не превышает нескольких сотен километров.
Расположенное в южном полушарии БКП — крупнейший из известных в Солнечной системе вихрей. В пределах этого вихря могло бы разместиться несколько планет размером с Землю, и он существует уже по крайней мере 350 лет. Овал BA, который находится южнее БКП и в три раза меньше последнего, представляет собой красное пятно, сформировавшееся в 2000 году при слиянии трёх белых овалов.
На Юпитере постоянно бушуют сильные бури с грозами. Буря — результат влажной конвекции в атмосфере, связанной с испарением и конденсацией воды. Это участки сильного восходящего движения воздуха, которое приводит к формированию ярких и плотных облаков. Бури формируются главным образом в областях поясов. Разряды молний на Юпитере гораздо сильнее, чем на Земле, однако их меньше, поэтому средний уровень грозовой активности близок к земному.

## Вертикальная структура
Атмосфера Юпитера, снятая в разных спектрах

Вертикальная структура атмосферы Юпитера. Отметим, что давление понижается с высотой. Выделен уровень в −132 км. Это максимальная глубина, которой достиг спускаемый аппарат с «Галилео»

Атмосфера Юпитера делится на 4 уровня (приведены в порядке увеличения высоты): тропосфера, стратосфера, термосфера и экзосфера. В отличие от атмосферы Земли, атмосфера Юпитера не имеет мезосферы. На Юпитере нет твёрдой поверхности, и самый нижний уровень атмосферы — тропосфера — плавно переходит в водородный океан мантии. Чётких границ между жидкостью и газом не наблюдается, потому что температура и давление на этом уровне много выше критических точек для водорода и гелия. Водород становится сверхкритической жидкостью примерно при давлении в 12 бар.
Так как нижняя граница атмосферы не известна точно, уровень давления в 10 бар, на 90 км ниже давления в 1 бар, с температурой около 340 К, считается основанием тропосферы. В научной литературе уровень давления в 1 бар обычно выбирается как нулевая точка для высот «поверхности» Юпитера. Как и на Земле, у верхнего уровня атмосферы — экзосферы — нет чётко определённой границы. Плотность её постепенно уменьшается, и экзосфера плавно переходит в межпланетное пространство приблизительно в 5000 км от «поверхности».
Вертикальные вариации температур в юпитерианской атмосфере схожи с земными. Температура тропосферы уменьшается с высотой, пока не достигает минимума, называемого тропопаузой, которая представляет собой границу между тропосферой и стратосферой. На Юпитере тропопауза приблизительно на 50 км выше видимых облаков (или уровня в 1 бар), где давление и температура близки к 0,1 бар и 110 К. В стратосфере температура повышается до приблизительно 200 К при переходе в термосферу и при высоте и давлении в около 320 км и 1 мкбар. В термосфере температура продолжает повышаться, в конечном счёте достигая 1000 К приблизительно на высоте в 1000 км и при давлении в 1 нанобар.
Для тропосферы Юпитера характерна сложная структура облаков. Верхние облака, расположенные на уровне давления 0,6—0,9 бар, состоят из аммиачного льда. Предполагается, что существует более низкий слой облаков, состоящий из гидросульфида аммония (или сульфида аммония) (между 1—2 бар) и воды (3—7 бар). Это точно не облака из метана, поскольку температура там слишком высока для его конденсации. Водяные облака формируют самый плотный слой облаков и оказывают сильное влияние на динамику атмосферы. Это результат высокой конденсационной теплоты воды и её более высокого содержания в атмосфере по сравнению с аммиаком и сероводородом (кислород более часто встречающийся химический элемент, чем азот или сера). Различные тропосферные (200—500 мбар) и стратосферные (10—100 мбар) слои тумана расположены выше основного слоя облаков. Последние состоят из конденсировавшихся тяжёлых полициклических ароматических углеводородов или гидразина, которые образуется в стратосфере (1—100 мкбар) под влиянием солнечного ультрафиолетового излучения на метан или аммиак. Обилие метана относительно молекулярного водорода в стратосфере 10−4, тогда как отношение других углеводородов, например этана и ацетилена, к молекулярному водороду — около 10−6.
Термосфера Юпитера расположена на уровне давления ниже 1 мкбар и ей свойственны такие явления, как свечение атмосферы, полярное сияние и рентгеновское излучение. В пределах этого уровня атмосферы увеличение плотности электронов и ионов формируют ионосферу. Причины преобладания в атмосфере высоких температур (800—1000 К) полностью не объяснены; текущие модели не предусматривают температуру выше 400 K. Это может быть следствием адсорбции высоко-энергетической солнечной радиации (ультрафиолетовой или рентгеновской), нагреванием заряженных частиц от ускорения в магнитосфере Юпитера, или рассеиванием вверх-распространяющихся гравитационных волн. В низких широтах и полюсах термосфера и экзосфера являются источниками рентгеновского излучения, что впервые наблюдалось ещё Обсерваторией Эйнштейна в 1983 году. Энергетические частицы из магнитосферы Юпитера являются причиной ярких авроральных овалов, которые окружают полюса. В отличие от земных аналогов, которые появляются лишь во время магнитных штормов, полярные сияния в атмосфере Юпитера наблюдаются постоянно. Термосфера Юпитера — единственное место за пределами Земли, где обнаружен трёхатомный ион (H₃+). Этот ион вызывает сильную эмиссию в средней инфракрасной части спектра на длинах волн между 3 и 5 мкм и выступает в роли главного охладителя термосферы.

## Химический состав
| Распространённость элементов в соотношении с водородом на Юпитере и Солнце | Распространённость элементов в соотношении с водородом на Юпитере и Солнце | Распространённость элементов в соотношении с водородом на Юпитере и Солнце | Распространённость элементов в соотношении с водородом на Юпитере и Солнце |
| -------------------------------------------------------------------------- | -------------------------------------------------------------------------- | -------------------------------------------------------------------------- | -------------------------------------------------------------------------- |
| Элемент                                                                    | Солнце                                                                     | Юпитер/Солнце                                                              |                                                                            |
| He/H                                                                       | 0,0975                                                                     | 0,807 ± 0,02                                                               |                                                                            |
| Ne/H                                                                       | 1,23⋅10−4                                                                  | 0,10 ± 0,01                                                                |                                                                            |
| Ar/H                                                                       | 3,62⋅10−6                                                                  | 2,5 ± 0,5                                                                  |                                                                            |
| Kr/H                                                                       | 1,61⋅10−9                                                                  | 2,7 ± 0,5                                                                  |                                                                            |
| Xe/H                                                                       | 1,68⋅10−10                                                                 | 2,6 ± 0,5                                                                  |                                                                            |
| C/H                                                                        | 3,62⋅10−4                                                                  | 2,9 ± 0,5                                                                  |                                                                            |
| N/H                                                                        | 1,12⋅10−4                                                                  | 3,6 ± 0,5 (8 бар) 3,2 ± 1,4 (9—12 бар)                                     |                                                                            |
| O/H                                                                        | 8,51⋅10−4                                                                  | 0,033 ± 0,015 (12 бар) 0,19—0,58 (19 бар)                                  |                                                                            |
| P /H                                                                       | 3,73⋅10−7                                                                  | 0,82                                                                       |                                                                            |
| S/H                                                                        | 1,62⋅10−5                                                                  | 2,5 ± 0,15                                                                 |                                                                            |

| Изотопное соотношение на Юпитере и Солнце | Изотопное соотношение на Юпитере и Солнце | Изотопное соотношение на Юпитере и Солнце | Изотопное соотношение на Юпитере и Солнце |
| ----------------------------------------- | ----------------------------------------- | ----------------------------------------- | ----------------------------------------- |
| отношение                                 | Солнце                                    | Юпитер                                    |                                           |
| 13C/12C                                   | 0,011                                     | 0,0108 ± 0,0005                           |                                           |
| 15N/14N                                   | <2,8⋅10−3                                 | 2,3 ± 0,3⋅10−3 (0,08—2,8 бар)             |                                           |
| 36Ar/38Ar                                 | 5,77 ± 0,08                               | 5,6 ± 0,25                                |                                           |
| 20Ne/22Ne                                 | 13,81 ± 0,08                              | 13 ± 2                                    |                                           |
| ³He/4He                                   | 1,5 ± 0,3⋅10−4                            | 1,66 ± 0,05⋅10−4                          |                                           |
| D/H                                       | 3,0 ± 0,17⋅10−5                           | 2,25 ± 0,35⋅10−5                          |                                           |

Состав атмосферы Юпитера подобен составу всей планеты в целом. Атмосфера Юпитера изучена наиболее полно относительно прочих атмосфер газовых гигантов, так как непосредственно была зондирована спускаемым космическим аппаратом Галилео, который был запущен в атмосферу Юпитера 7 декабря 1995 года. Прочими источниками информации о составе юпитерианской атмосферы служат наблюдения Инфракрасной космической обсерватории (ISO), межпланетных зондов Галилео и Кассини, а также данные наземных наблюдений.
Два основных компонента атмосферы Юпитера — молекулярный водород и гелий. Относительное количество гелия 0,157 ± 0,0036 по отношению к молекулярному водороду по числу молекул и его массовая доля, 0,234 ± 0,005, ненамного ниже первичного значения по Солнечной системе. Причина этого не до конца ясна, но, будучи плотнее водорода, большая часть гелия может конденсироваться в ядро Юпитера. Атмосфера содержит также немало простых соединений, например воду, метан (CH₄), сероводород (H₂S), аммиак (NH₃) и фосфин (PH₃). Их относительное количество в глубокой (ниже 10 бар) тропосфере подразумевает, что атмосфера Юпитера в 3—4 раза богаче углеродом, азотом, серой и, возможно, кислородом[b] чем Солнце[c]. Количество благородных газов, таких как аргон, криптон и ксенон, превосходит количество таковых на Солнце (см. таблицу), тогда как неона явно меньше. Другие химические соединения, арсин (AsH₃) и герман (GeH₄), присутствуют только в следовых количествах. Верхняя атмосфера Юпитера содержит малые относительные количества простых углеводородов: этана, ацетилена, и диацетилена, которые формируются под воздействием солнечной ультрафиолетовой радиации и заряженных частиц, прибывающих из магнитосферы Юпитера. Диоксид углерода, моноксид углерода и вода в верхней части атмосферы, как полагают, обязаны своим присутствием столкновениям с атмосферой Юпитера комет, таких, как комета Шумейкеров-Леви 9. Вода не может прибывать из тропосферы, потому что тропопауза, действующая как холодная ловушка, эффективно препятствует поднятию воды до уровня стратосферы.
Наземные наблюдения, а также наблюдения с бортов космических аппаратов привели к улучшению знаний об изотопном соотношении в атмосфере Юпитера. По данным на июль 2003 года, принятое значение для относительного количества дейтерия — (2,25 ± 0,35)⋅10−5, что вероятно представляет собой первичное значение для протосолнечной туманности, из которой и сформировалась Солнечная система. Соотношение изотопов азота 15N и 14N в атмосфере Юпитера составляет 2,3⋅10−3, что на треть ниже, чем в земной атмосфере (3,5⋅10−3). Последнее открытие особо существенно, так как предыдущие теории формирования Солнечной системы полагали, что земные значения для изотопов азота были первичны.

## Зоны, пояса и вихри

Структура атмосферы Юпитера

Видимая поверхность Юпитера делится на множество полос параллельных экватору. Есть два типа полос: относительно светлые зоны и затемнённые пояса. Широкая экваториальная зона (EZ) простирается примерно между широтами 7°S и 7°N. Выше и ниже EZ — Северные и Южные экваториальные пояса (NEB и SEB), простирающиеся до 18°N и 18°S соответственно. Дальше от экватора лежат Северные и Южные тропические зоны (NtrZ и STrZ). Такое неизменное чередование поясов и зон продолжается до 50°S и N, где их видимые проявления становятся несколько менее заметными. Пояса вероятно продолжаются примерно до 80° на север или юг по направлению к полюсам.
Разница в окрасе между зонами и поясами заключается в различиях между непрозрачностью облаков. Концентрация аммиака в зонах выше, что приводит к появлению более плотных облаков из аммиачного льда на бо́льших высотах, а это, в свою очередь, делает зоны светлее. С другой стороны, облака поясов являются более тонкими и расположены на меньших высотах. Верхняя тропосфера более холодная в зонах и более тёплая в поясах. Точная природа веществ, которые делают зоны и пояса Юпитера такими «красочными», неизвестна, но они могут включать сложные соединения серы, фосфора и углерода.
Юпитерианские пояса граничат с зональными атмосферными потоками (ветрами), которые называют «струями». Струи, движущиеся в западном направлении (ретроградное движение), обычно наблюдаются при переходе из зон в пояса (дальше от экватора), тогда как движущиеся в восточном направлении (нормальное движение) — при переходе из поясов в зоны. Модели атмосферы Юпитера предполагают, что зональные ветра уменьшают свою скорость в поясах и увеличивают в зонах от экватора до полюсов. Поэтому градиент ветра в поясах циклонический, а в зонах антициклонический. Экваториальная зона — исключение из правила, в ней наблюдается сильное движение струй на восток, а локальный минимум скорости ветра находится точно на экваторе. Скорость струй на Юпитере очень высокая, местами она достигает 100 м/с. Такая скорость соответствует облакам из аммиака, расположенным в диапазоне давления 0,7—1 бар. Струи, обращающиеся в том же направлении, в каком вращается Юпитер, более сильны, чем те, которые обращаются против (ретроградные). Вертикальные размеры струй неизвестны. Зональные ветры затухают на высоте равной 2—3 шкалам высот[a] над облаками. В то же время скорость ветра ниже уровня облаков возрастает лишь немного и остаётся постоянной вплоть до уровня давления в 22 бара — максимальной достигнутой спускаемым аппаратом «Галилео» глубины.

Зональная скорость ветров в атмосфере Юпитера

Происхождение «ленточной структуры» облаков Юпитера не до конца ясно, однако управляющие ею механизмы напоминают земную ячейку Хэдли. Самая простая интерпретация: зоны — это места атмосферного апвеллинга, а пояса — проявление даунвеллинга. В зонах воздух, поднимаясь и обогащаясь аммиаком, расширяется и охлаждается, формируя высокие и плотные облака. В поясах же воздух опускается и нагревается адиабатическими процессами, и белые аммиачные облака испаряются, открывая находящиеся под ними более тёмные облака. Местоположение и ширина полос на Юпитере устойчивы и за период с 1980-х по 2000-е годы редко изменялись. Один из примеров изменения — небольшое уменьшение скорости мощной восточно-направленной струи между северными тропическими зонами и северными умеренными поясами на 23°N. Однако полосы изменяются по окраске и интенсивности цветов в течение долгого времени.

### Особые полосы

Схематическое представление расположения облачных полос Юпитера, они обозначены своими официальными аббревиатурами. Большое красное пятно и овал BA видны в южных тропических зонах и южных умеренных поясах соответственно

Юпитерианская атмосфера делится на зоны и пояса, и каждый из них имеет своё название и обладает особыми отличительными характеристиками. Они начинаются от южных и северных полярных областей, которые простираются от полюсов примерно на 40—48° N/S. Эти синевато-серые области обычно невыразительны.
Северо-Северный умеренный регион обычно имеет меньше примечательных деталей, чем полярные области, из-за затемнённости, видения в перспективе и общей разбросанности примечательных областей. При этом Северо-северный умеренный пояс (NNTB) является самым северным отчётливо различимым поясом, хотя иногда и «исчезает». Пертурбации, как правило, имеют тенденцию быть незначительными и недолгими. Северо-северная умеренная зона является более заметной, но в целом такая же спокойная. Иногда в области[какой?] наблюдаются другие незначительные пояса и зоны.
Северный умеренный регион находится в широтах, легко доступных для наблюдений с Земли, и поэтому имеет превосходную историю наблюдений. Он также примечателен сильнейшей нормально-направленной струёй на планете, которая формирует южную границу северного умеренного пояса (NTB). NTB исчезает примерно раз в десятилетие (это как раз происходило при пролёте обоих Вояджеров), таким образом он на время соединяет Северную умеренную зону (NTZ) и Северную Тропическую зону (NTropZ). Остальное время NTZ представляет собой относительно узкую полоску, в которой можно выделить северный и южный компоненты.
Северный тропический регион состоит из NTropZ и Северного экваториального пояса (NEB). NTropZ обычно очень устойчива в окраске, почти любые изменения в ней вызваны активностью южной струи в NTB. Как и NTZ, она иногда делится на узкую полоску — NTropB. В редких случаях, в южной части NTropZ возникают «Маленькие красные пятна». Как и следует из названия, они являются северными эквивалентами Большого красного пятна. В отличие от БКП, они имеют тенденцию возникать парами и существуют недолго, примерно год в среднем; несколько из них как раз существовало на момент пролёта Пионера 10.
NEB — один из наиболее активных поясов планеты. Он характеризуется наличием антициклонов («белые овалы») и циклонов («коричневые овалы»), причём антициклоны обычно образуются севернее; как и в NTropZ, большинство из этих примечательных образований существуют недолго. Как и южный экваториальный пояс (SEB), NEB иногда «пропадает» и «возрождается». Это происходит приблизительно раз в 25 лет.

Зоны, пояса и вихри на Юпитере. Широкая экваториальная зона видимая в центре окружена двумя тёмными экваториальными поясами (SEB и NEB). Крупные серовато-синие, неправильной формы «горячие пятна» на северных окраинах белой экваториальной зоны изменяются с течением времени, поскольку движутся в восточном направлении через планетарную атмосферу. Большое красное пятно на южной окраине SEB. Целый ряд штормов вращается вокруг овалов в северном полушарии. Маленькие, очень яркие области атмосферы, возможно грозы, которые быстро и в произвольном порядке появляются в бурных областях. Минимальный размер примечательных деталей, различимых на экваторе — приблизительно 600 километров в поперечнике. Эта 14-кадровая анимация показывает примерно 24 юпитерианских дня, или около 10 земных. Для удобства восприятия течение времени в анимации ускоренно в 600000 раз. Для просмотра нажмите на изображение

Экваториальная зона (EZ) — одна из наиболее устойчивых областей планетарной атмосферы. По северным краям EZ движутся на юго-запад из NEB своего рода «перья», они ограничиваются тёмными, тёплыми (в инфракрасном спектре) областями, известными как «фестоны» (горячие пятна). Хотя южная граница EZ обычно статична, наблюдения с позднего XIX века по начало XX показывают, что её «рисунок» с тех пор значительно изменился. EZ значительно меняется по окраске, от белёсого до охряного, или даже медно-красного; иногда внутри неё выделяют экваториальную полосу (EB). Атмосферные образования и облачность в EZ перемещаются относительно прочих широт со скоростью в примерно 390 км/ч.
Южный тропический регион включает в себя южный экваториальный пояс (SEB) и южную тропическую зону. Это безусловно самый активный регион планеты, в нём же находится самая мощная ретроградная струя на планете. SEB — обычно самый широкий и самый тёмный пояс на Юпитере; однако, он иногда делится пополам зоной (SEBZ) и имеет свойство исчезать каждые 3—15 лет, прежде чем вновь появиться; данное явление известно как «цикл возрождения SEB». Через несколько недель или месяцев после исчезновения пояса на его месте формируется белое пятно, извергающее материал тёмно-коричневого цвета, который юпитерианскими ветрами растягивается в новый пояс. В последний раз пояс пропадал в мае 2010 года. Помимо прочего, узнаваемой деталью SEB является длинная цепочка из циклонов создаваемых Большим красным пятном. Как и NTropZ, STropZ — одна из самых заметных зон на планете; в ней не только располагается БКП, но иногда в ней можно увидеть и Южную тропическую пертурбацию (STropD) — область внутри зоны, которая отличается относительной устойчивостью и долговечностью; наиболее длинный период её существования — с 1901 по 1939 годы.
Южный умеренный регион, или Южный умеренный пояс (STB) — это иной, тёмный, хорошо-заметный пояс, крупнее чем NTB. До марта 2000 года, его наиболее заметными деталями были долгоживущие «овалы» BC, DE, и FA, которые теперь объединились в Овал BA («Красное младшее»). Овалы фактически были частью Южной умеренной зоны, но они ширились вплоть до STB, частично его ограничивая. STB иногда исчезал, очевидно из-за сложных взаимодействий между белыми овалами и БКП. Южная умеренная зона (STZ) — зона, в которой и зарождаются белые овалы, очень переменчивая.
На Юпитере немало примечательных областей атмосферы, труднодоступных для наземных наблюдений. Южный умеренный регион даже труднее различить чем NNTR — его детали трудноразличимы без применения крупных наземных телескопов и космических аппаратов. Множество зон и поясов носят временный характер и не всегда заметны, например Экваториальная полоса (EB), Северная экваториальная поясная зона (NEBZ, белая зона с поясом) и Южная экваториальная поясная зона (SEBZ). Полосы иногда делятся разными атмосферными возмущениями. Когда зона или пояс делятся на части какой-либо пертурбацией, N или S добавляются для того, чтобы выделить северный или южный компонент зоны или пояса, например NEB(N) и NEB(S).

## Динамика
Изменения в атмосфере Юпитера с 2009 по 2010 год
Циркуляция в атмосфере Юпитера заметно отличается от земной. Поверхность Юпитера жидкая, твёрдая поверхность отсутствует. Поэтому, конвекция может происходить в любой области внешней газовой оболочки. На 2011 год нет всесторонней теории динамики атмосферы Юпитера. Такая теория должна объяснять следующие факты: существование узких устойчивых полос и потоков, симметричных относительно экватора, мощный экваториальный поток с запада на восток (в направлении вращения планеты), разницу между зонами и поясами, а также происхождение и устойчивость крупных вихрей, например Большого красного пятна.
Существующие теории можно разделить на 2 класса: приповерхностные и глубинные. В первых предполагается, что наблюдаемая циркуляция в значительной степени обусловлена тонким внешним (погодным) уровнем атмосферы, а внутренняя часть стабильна. Вторые постулируют, что наблюдаемые потоки являются проявлением процессов, происходящих в глубоких слоях атмосферы Юпитера. Каждая из теорий имеет и сильные и слабые стороны, поэтому многие планетологи считают, что истинная теория будет включать в себя элементы обеих моделей.

### Приповерхностные модели

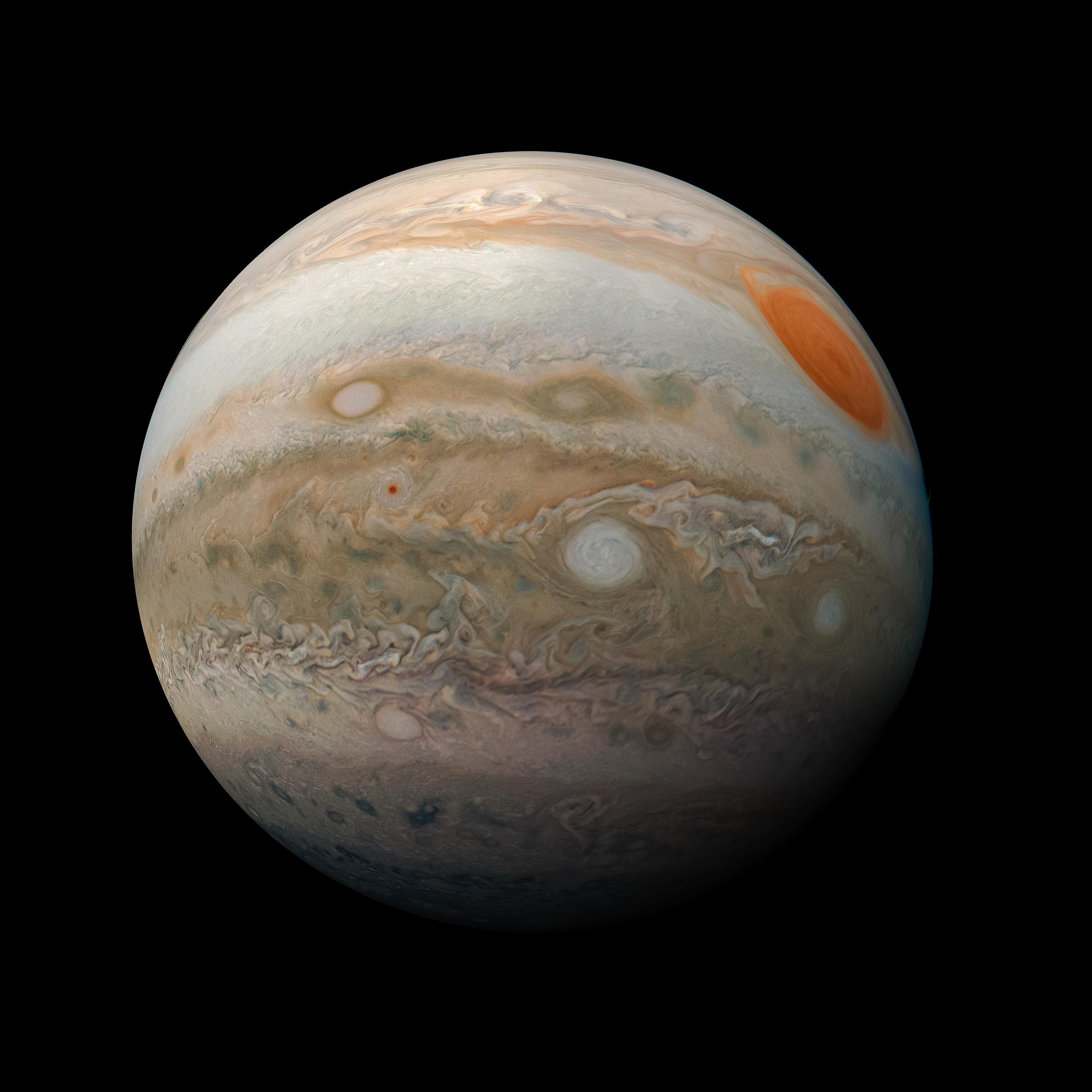
Вид на Большое красное пятно Юпитера и турбулентное южное полушарие Юпитера, запечатлённое JunoCam КА «Юнона» (12 февраля 2019) года

Первые попытки объяснить динамику атмосферы Юпитера относятся к 1960-м годам. Частично они основывались на земной метеорологии, хорошо разработанной к тому времени. Предполагалось, что атмосферные потоки на Юпитере возникают из-за  турбулентности, которую в свою очередь поддерживает влажная конвекция во внешнем слое атмосферы (выше облаков). Влажная конвекция — явление, связанное с конденсацией и испарением воды, это одно из основных явлений, влияющих на формирование земной погоды. Появление потоков в этой модели связано с широко известным свойством двумерной турбулентности — так называемым обратным каскадом, при котором малые турбулентные структуры (вихри) сливаются и образуют более крупные вихри. Из-за конечного размера планеты такие структуры не могут вырасти больше некоторого характерного масштаба, для Юпитера он называется масштабом Райнса (Rhines scale). Это связано с влиянием волн Россби. Механизм таков: когда крупнейшая турбулентная структура достигает определённого размера, энергия начинает перетекать в волны Россби, а не в структуру большего размера, обратный каскад останавливается. На сферической быстро вращающейся планете дисперсионное соотношение для волн Россби анизотропно, поэтому масштаб Райнса в направлении параллелелей больше, чем в направлении меридиан. В результате образуются крупномасштабные структуры, растянутые параллельно экватору. Их меридиональная протяжённость кажется такой же, как и фактическая ширина потоков. Таким образом, в приповерхностных моделях вихри передают энергию потокам и поэтому должны исчезать.
Хотя эти модели успешно объясняют существование десятков узких потоков, в них есть и серьёзные недостатки. Самый заметный из них: за редким исключением должен появляться сильный экваториальный поток в направлении против вращения планеты, а наблюдается поток по вращению. Кроме того, потоки имеют склонность быть нестабильными и могут время от времени пропадать. Приповерхностные модели не объясняют, как наблюдаемые течения в атмосфере Юпитера нарушают критерий устойчивости. Более проработанные многослойные варианты таких моделей дают более стабильную картину циркуляции, но многие проблемы всё равно остаются.
Между тем, зонд Галилео обнаружил, что ветры на Юпитере простираются значительно ниже уровня облаков (5—7 бар) и нет признаков их исчезновения вплоть до уровня 22 бар, а значит циркуляция атмосферы Юпитера может на самом деле быть глубокой.

### Глубинные модели

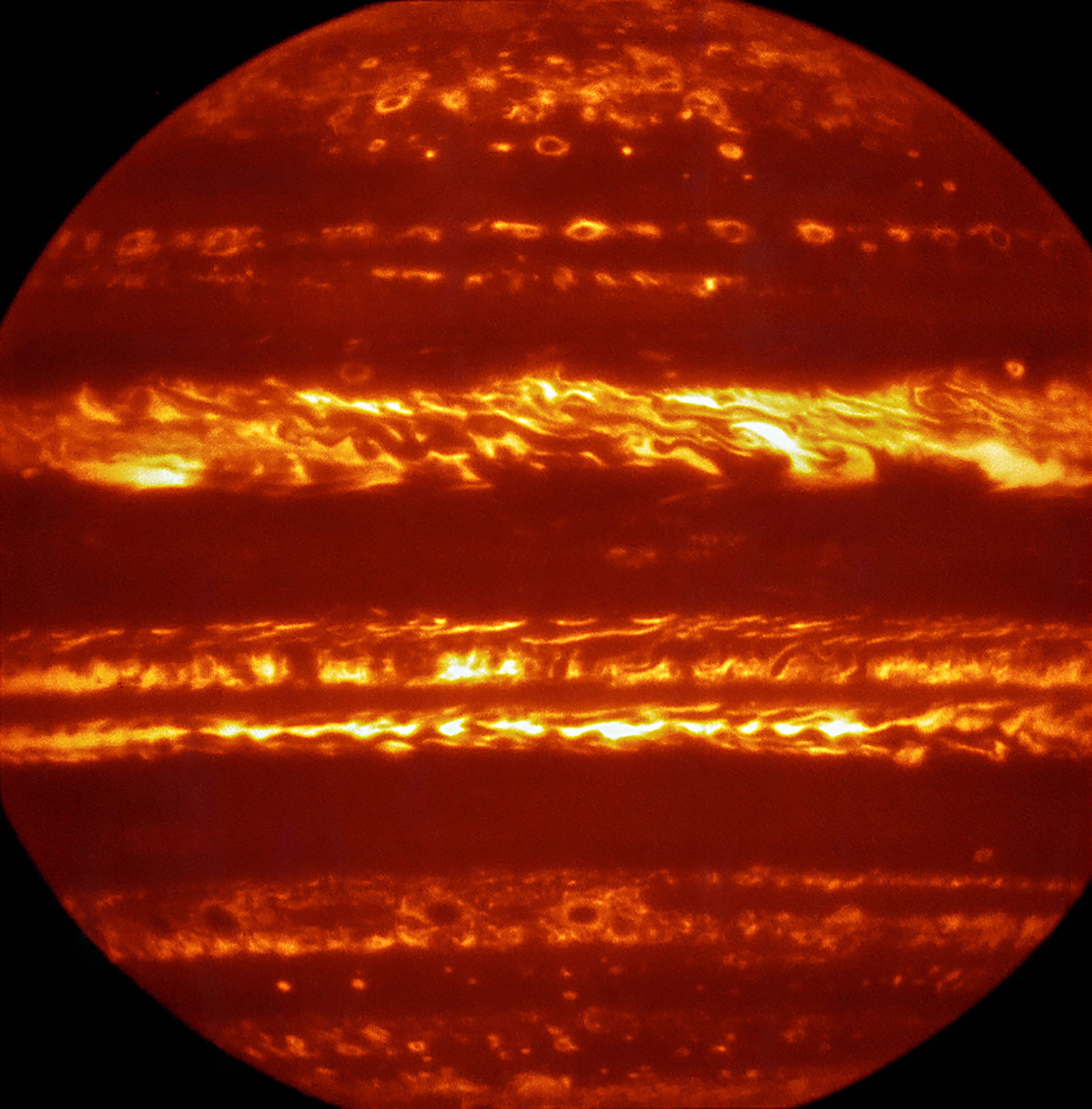
Изображение Юпитера в инфракрасном диапазоне в ложных цветах, созданное путём выбора и объединения лучших изображений, полученных в результате множества коротких экспозиций на длине волны 5 микрометров с помощью инструмента VISIR на телескопе VLT (26 июня 2016 года)

Первая глубинная модель была предложена Бузи (Busse) в 1976 году. Она основана на известной в гидродинамике теореме Тейлора-Прудмана, которая заключается в следующем: в любой быстро вращающейся баротропной идеальной жидкости потоки организуются в ряд цилиндров, параллельных оси вращения. Условия теоремы, вероятно, соблюдаются в условиях недр Юпитера. Поэтому водородная мантия Юпитера вполне может быть разделена на множество цилиндров, в каждом из которых циркуляция независима. На тех широтах, где внешние и внутренние границы цилиндров пересекаются с видимой поверхностью планеты, образуются потоки, а сами цилиндры видны как зоны и пояса.
Глубинная модель легко объясняет струю, направленную по вращению планеты, на экваторе Юпитера. Струи устойчивы и не подчиняются двумерному критерию устойчивости. Однако у модели есть сложности: она предсказывает очень небольшое количество широких струй. Реалистичное трёхмерное моделирование пока невозможно, а упрощённые модели, используемые для того, чтобы подтвердить глубинную циркуляцию, могут упускать важные аспекты гидродинамики Юпитера. Одна из моделей, опубликованных в 2004 году, довольно правдоподобно воспроизвела струйно-полосную структуру атмосферы Юпитера. Согласно этой модели, внешняя водородная мантия является более тонкой, чем в прочих моделях, и имела толщину всего в 10 % от радиуса планеты, тогда как в стандартных моделях Юпитера она занимает 20—30 %. Другая проблема — процессы, которые могут управлять глубинной циркуляцией. Возможно, глубинные потоки могут быть вызваны приповерхностными силами, например влажной конвекцией, или глубинной конвекцией всей планеты, которая выносит тепло из недр Юпитера. Какой из этих механизмов важнее — до сих пор неясно.

### Внутреннее тепло
С 1966 года известно о том, что Юпитер излучает гораздо больше тепла, чем получает от Солнца. Предполагается, что соотношение между мощностью излучения планеты и получаемым солнечным излучением приблизительно равно 1,67 ± 0,09. Внутренний тепловой поток от Юпитера составляет 5,44 ± 0,43 Вт/м², тогда как общая излучаемая мощность равна 335 ± 26 ПВт. Последняя величина равна приблизительно одной миллиардной доли от общей мощности, излучаемой Солнцем. Избыток тепла является, скорее всего, следствием нагрева на ранних стадиях формирования Юпитера, за счёт процессов в аккреционном диске Солнечной системы, соударения о ядро планеты планетезималей и последовавшей затем гравитационной дифференциации, однако, отчасти, может быть следствием осаждения гелия на ядро планеты.
Внутренний нагрев может оказывать важное влияние на атмосферу Юпитера. Юпитер имеет небольшой наклон в 3°, и его полюса получают гораздо меньше солнечной радиации, чем экватор, но при этом температура тропосферы заметно не изменяется от экватора к полюсам. Одно из объяснений этому в том, что процессы внутренней конвекции напоминают «термостат», высвобождая вблизи от полюсов больше тепла, чем на экваторе. Это и приводит к равномерному распределению температуры в тропосфере. На Земле тепло переносится от экватора к полюсам, в основном, благодаря циркуляции атмосферы, а на Юпитере глубинная конвекция уравновешивает распределение тепла. В основном, конвекция внутри Юпитера происходит благодаря внутреннему теплу.

## Отдельные атмосферные элементы

### Вихри

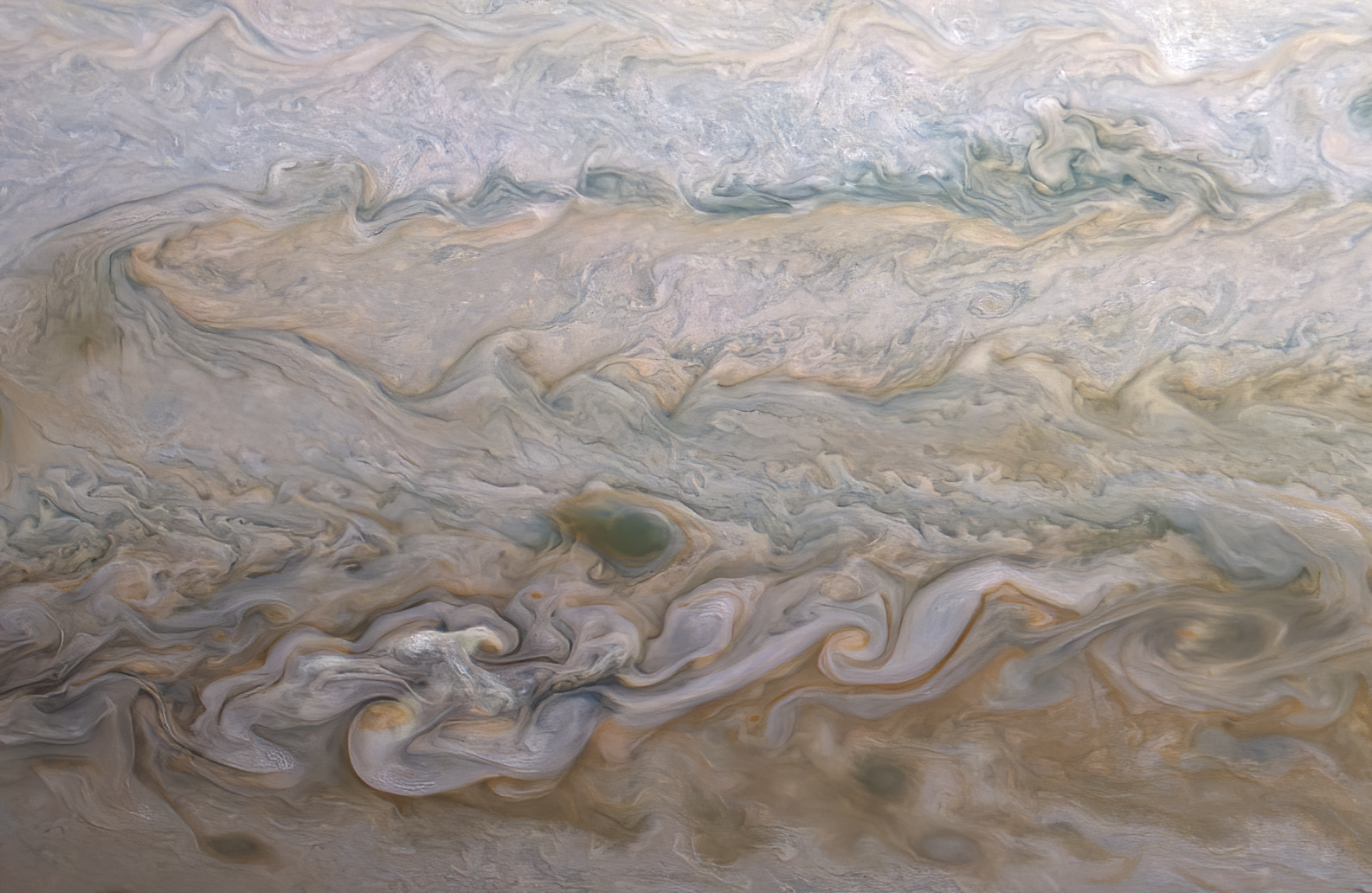
Инфракрасный снимок атмосферы Юпитера, снятый JunoCam КА «Юнона» (3 августа 2020 года)

Атмосфера Юпитера — «родной дом» для сотен вихрей: круглых вращающихся структур, которые, как и в земной атмосфере, можно разделить на 2 класса: циклоны и антициклоны. Первые вращаются в направлении вращения планеты (против часовой стрелки в северном и по часовой в южном полушарии); вторые — в обратном направлении. Однако, в отличие от земной атмосферы, в атмосфере Юпитера антициклоны преобладают над циклонами: из вихрей, диаметр которых превышает 2000 км, более чем 90 % — антициклоны. «Срок жизни» вихрей варьируется от нескольких дней до столетий, в зависимости от их размеров: например, среднее время жизни антициклонов с диаметрами от 1000 до 6000 км — 1—3 года. Вихри никогда не наблюдались на экваторе Юпитера (в пределах 10° широты), где они нестабильны. Как и на любой быстро вращающейся планете, антициклоны Юпитера — центры высокого давления, тогда как циклоны — центры низкого давления.
Антициклоны на Юпитере всегда ограничены в зонах, где скорость ветра увеличивается в направлении от экватора к полюсам. Обычно они яркие и проявляются как белые овалы. Они могут двигаться по долготе, но остаются на той же широте, будучи неспособными покинуть породившую их зону. Скорость ветра на их периферии может достигать 100 м/с. Разные антициклоны, расположенные в одной зоне, имеют тенденцию объединяться при сближении друг с другом. Однако в атмосфере Юпитера наблюдалось и наблюдается два антициклона непохожие на прочие — это Большое красное пятно (БКП) и овал BA, сформировавшийся в 2000 году. В отличие от белых овалов, в их структуре преобладает красный окрас — вероятно, благодаря поднимающемуся из глубин планеты веществу красноватого цвета. На Юпитере антициклоны обычно формируются путём слияния меньших структур, включая конвективные штормы, хотя большие овалы могут появляться и из нестабильных струй. В последний раз такое наблюдалось в 1938—1940 годах, когда несколько белых овалов были порождены нестабильностью в южной умеренной зоне; позднее они объединились и сформировали Овал BA.
В противоположность антициклонам, юпитерианские циклоны — компактные тёмные структуры с неправильной формой. Наиболее тёмные и обладающие наиболее правильными очертаниями циклоны называют коричневыми овалами. Однако существование нескольких крупных долгоживущих циклонов не исключено. В дополнение к компактным циклонам, на Юпитере можно наблюдать несколько волокнистых «обрывков» неправильной формы, в которых наблюдается циклоническое вращение. Один из них располагается западнее БКП в южном экваториальном поясе. Эти «обрывки» называют циклоническими регионами (CR). Циклоны всегда образуются только в поясах, и, подобно антициклонам, при сближении они сливаются.
Глубинная структура вихрей до конца не ясна. Считается, что они относительно тонкие, так как любая толщина свыше примерно 500 км привела бы к нестабильности. Крупные антициклоны не поднимаются выше нескольких десятков километров относительно наблюдаемой облачности. Одна из гипотез предполагает, что вихри — это глубинные конвекционные «перья» (или «конвекционные колоны»), но на данный момент она не снискала популярности у планетологов.

### Большое красное пятно

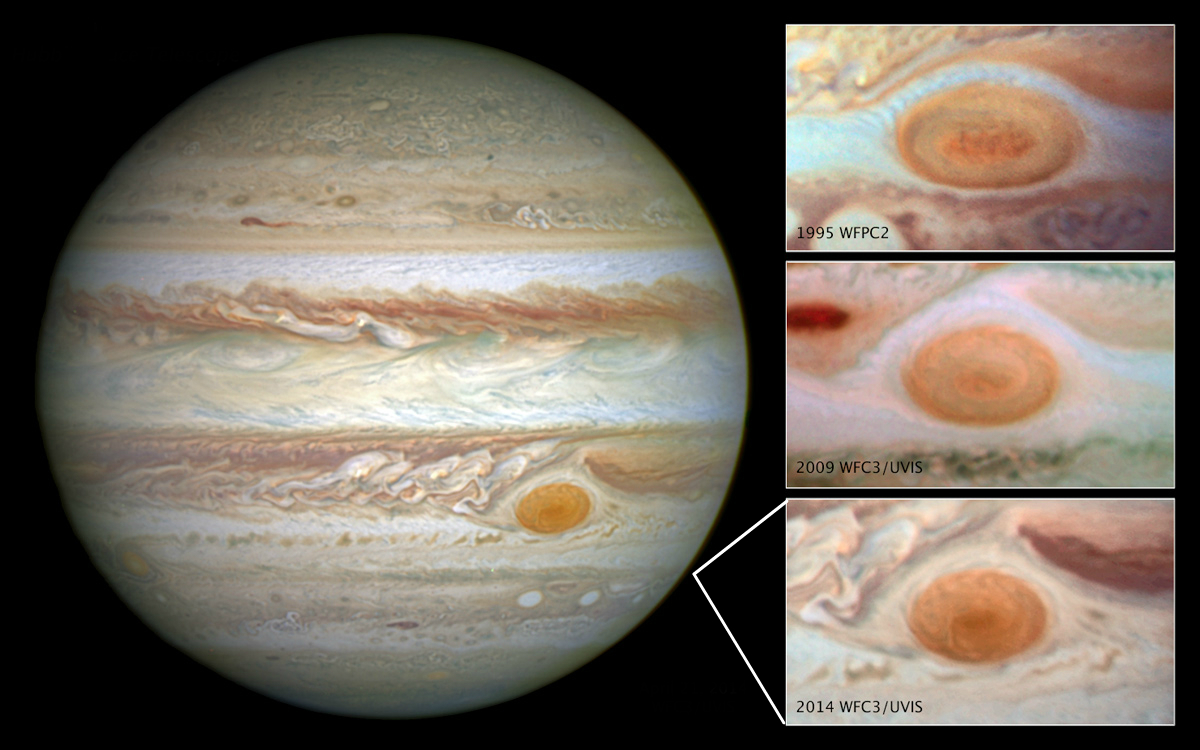
Юпитер — Большое красное пятно уменьшается в размере (15 мая 2014 г.)

Большое красное пятно (БКП) — это устойчивый антициклонический шторм, расположенный на 22° южнее юпитерианского экватора, существующий уже по крайней мере с 1830 года, а, возможно, и с 1665 года. Этот шторм был достаточно крупным, чтобы его можно было наблюдать в наземные телескопы.

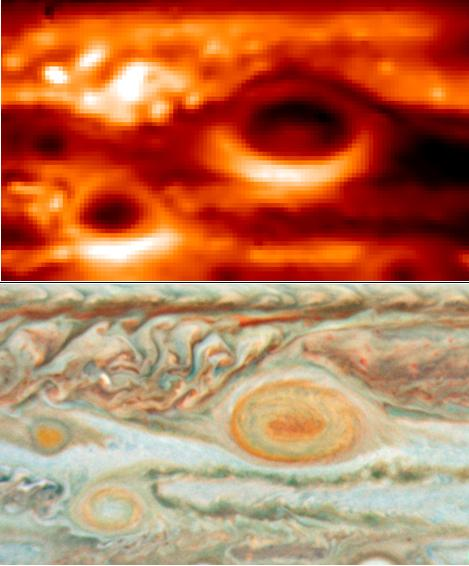
Инфракрасное изображение пятна (выше), показывающее его тёплый центр, полученное наземным VLT. Изображение, полученное космическим телескопом Хаббла (ниже) для сравнения

Большое красное пятно вращается вокруг своей оси против часовой стрелки с периодом в примерно 6 земных дней или 14 юпитерианских дней. Его примерные размеры варьируются в диапазоне 24000—40000 км с запада на восток и 12000—14000 км с юга на север. Пятно достаточно крупное, чтобы в нём поместилось 3 планеты размером с Землю.
К началу 2004 года Большое красное пятно стало в два раза меньше, чем столетие назад, когда оно было 40000 км в диаметре. При существующем темпе сокращения пятно может стать круглым примерно к 2040 году, что, впрочем, представляется довольно сомнительным из-за искажений, вносимых соседними струями. Сколько ещё просуществует БКП и являются ли произошедшие с ним изменения результатом нормальных для него колебаний, неизвестно.
Согласно наблюдениям учёных из Калифорнийского университета в Беркли, между 1996 и 2006 годами пятно потеряло 15 % своего диаметра по продольной оси. Ксилар Эсэй-Дэвис, состоявший в команде, которая проводила изучение, отмечал, что пятно не исчезает, основываясь на измерениях скорости, так как «скорость — это более подходящий критерий для наблюдения, поскольку на облака, участвующие в образовании Красного пятна, также значительно влияют некоторые другие явления окружающей атмосферы».
Инфракрасные наблюдения и данные собранные в ходе них уже давно указывают на то, что БКП холоднее, а значит выше, множества прочих облаков в атмосфере;. Уровень облаков БКП примерно на 8 км выше окружающих облаков. Кроме того, тщательные наблюдения за деталями юпитерианской атмосферы ещё в 1966 году позволили установить, что пятно обращается против часовой стрелки. Это было подтверждено первыми покадровыми съёмками, сделанными с борта Вояджеров при пролёте около Юпитера. Пятно ограничено умеренной восточно-направленной струёй с юга и очень мощной западно-направленной струёй с севера. Хотя ветры у окраин пятна дуют со скоростью 120 м/с (432 км/ч), потоки в этом районе кажутся застойными, с небольшим притоком или оттоком. Период вращения пятна уменьшился со временем; возможно, это как-то связано с его устойчивым сокращением в размерах. В 2010 году астрономы провели наблюдения БКП в дальнем инфракрасном спектре (от 8,5 до 24 мкм) с недостижимым прежде уровнем разрешающей способности, и обнаружили, что его центральная, самая красная часть является более тёплой, чем остальная среда его окружающая, на величину 3—4 градуса. Такие относительно тёплые воздушные массы располагаются на уровне давления в примерно 200—500 мбар — в верхней тропосфере. Это тёплое центральное пятно медленно противовращается, и, скорее всего, является следствием понижения воздушных масс БКП ближе к центру.

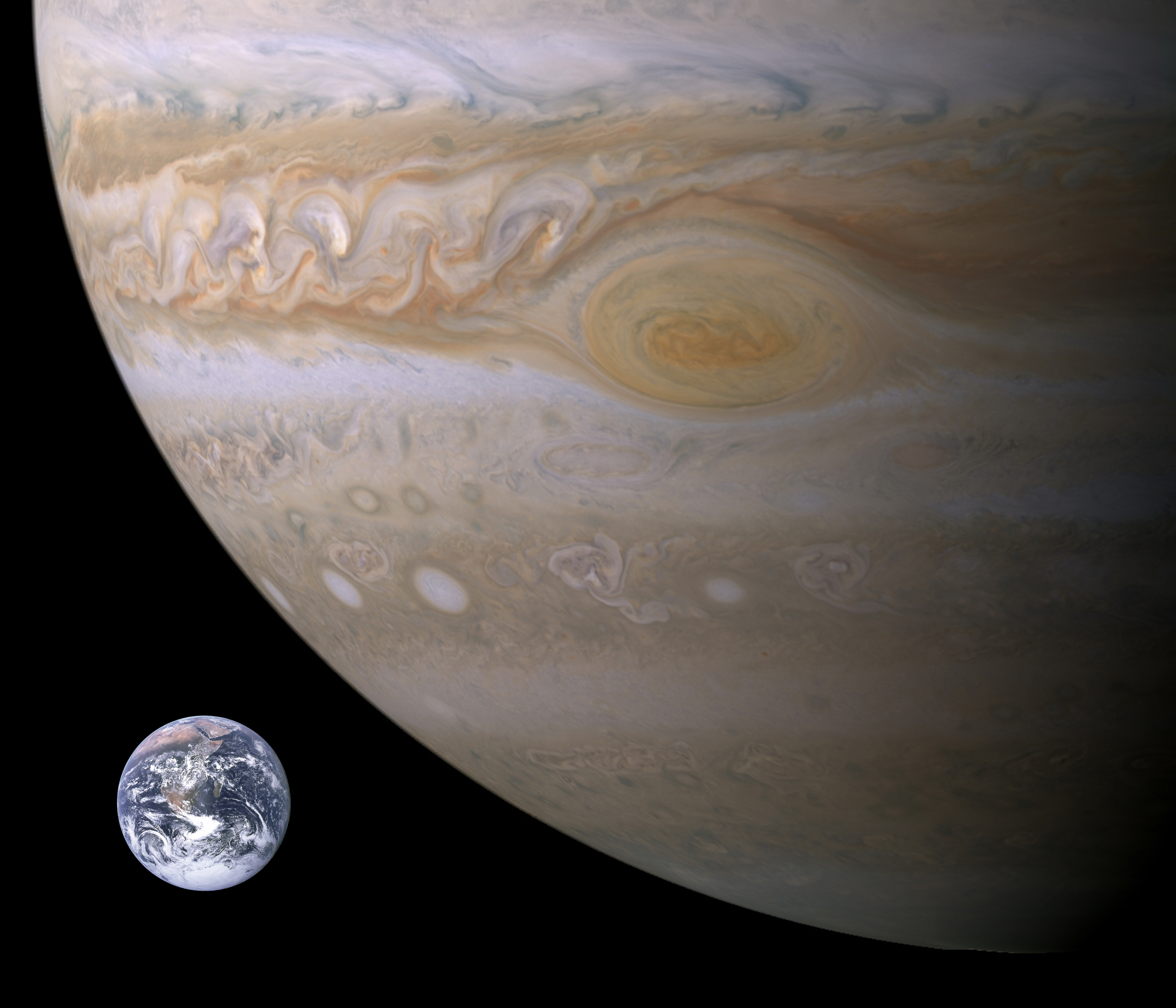
Сравнение размеров БКП и Земли

Широта Большого красного пятна относительно устойчива на протяжении длительного срока наблюдений, варьируясь в пределах градуса, однако его долгота постоянно изменяется. Поскольку атмосфера Юпитера вращается неоднородно в разных широтах, астрономы создали три разных системы для определения долготы. Система II использовалась для широт выше 10° и первоначально была основана на периоде вращения Большого красного пятна вокруг оси Юпитера: 9ч 55м 42с. Однако из-за того, что периоды обращения БКП и Юпитера расходятся, с начала XIX столетия пятно «обернулось» вокруг планеты в системе координат II по крайней мере 10 раз. Уровень дрейфа пятна резко изменился за последние годы, что, как считают, связано с переменами в яркости южного экваториального пояса и присутствием или отсутствием южной тропической пертурбации.
Что именно придаёт красноватый оттенок БКП, точно неизвестно. Теории, подтверждённые лабораторными опытами, предполагают, что этот цвет может быть вызван сложными органическими молекулами, красным фосфором или, возможно, каким-либо соединением серы. Оттенок БКП изменяется в большом диапазоне — от красновато-коричневого до желтовато-красного и даже белого. Самая красная центральная часть более тёплая, чем окружающая среда; это с достаточной долей уверенности позволяет утверждать, что на цвет пятна в значительной степени влияют факторы окружающей среды. Пятно иногда пропадает из видимого спектра, становясь различимым лишь в так называемой «Полости красного пятна», которая представляет собой его «нишу» в южном экваториальном поясе. Видимость БКП, очевидно, как-то связана с изменениями в южном экваториальном поясе: когда пояс ярко-белый, пятно темнеет, а когда пояс темнеет, оно обычно становится светлее. Периоды потемнения и посветления пятна носят нерегулярный характер: например, пятно было тёмным в 1961—1966, 1968—1975, 1989—1990 и 1992—1993 годах.
Большое Красное Пятно не следует путать с Большим тёмным пятном — атмосферным вихрем, наблюдавшимся в 2000 году космическим аппаратом Кассини-Гюйгенс вблизи северного полюса Юпитера. Похожую деталь атмосферы на Нептуне также назвали Большим тёмным пятном. Последнее было зафиксировано Вояджером-2 в 1989 году и, возможно, было своего рода «отверстием» в атмосфере, которое исчезло примерно к 1994 году (однако похожее образование до сих пор наблюдается в северных широтах Нептуна).

### Овал BA

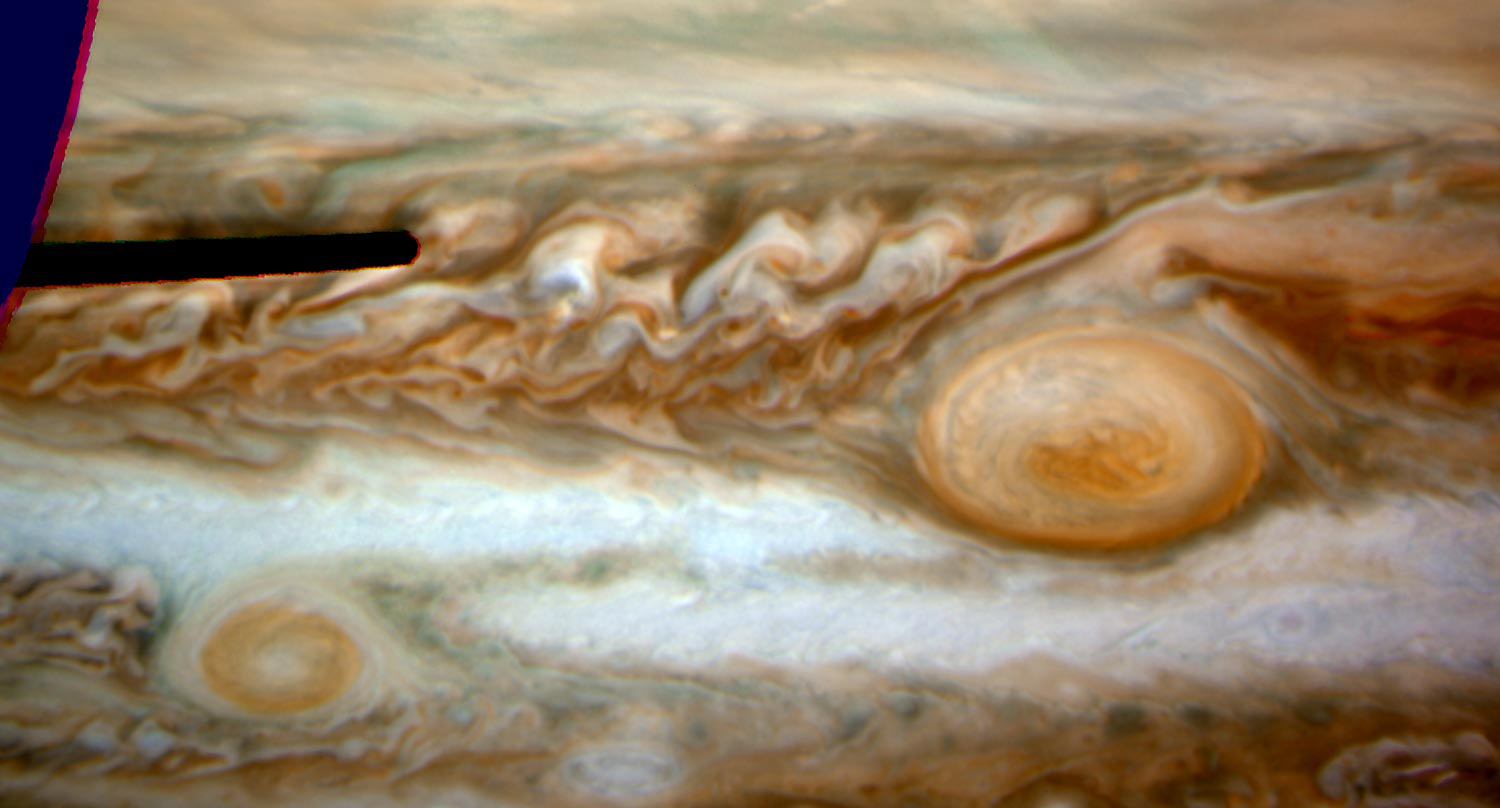
Овал BA (слева)

Овал BA — официальное название для красноватого вихря в южном полушарии Юпитера, напоминающего формой Большое Красное Пятно, но меньше его размерами. Овал BA часто упоминается ещё как «Красное пятно младшее» или «Малое красное пятно». Вихрь расположен в Южном умеренном поясе. Овал BA был замечен в 2000 году после слияния трёх небольших белых вихрей, и с тех пор усилился.
Процесс формирования трёх белых овальных штормов, позднее слившихся в Овал BA, можно отследить к 1939 году, когда в Южной умеренной зоне было три тёмных атмосферных структуры, которые фактически поделили зону на 3 длинных секции. Наблюдавший Юпитер Элмер Дж. Риз обозначил эти три тёмные секции как AB, CD, и EF. Секции ширились, сокращая между собой расстояние внутри STZ, и сформировались в белые овалы FA, BC, и DE. Овалы BC и DE слились в 1998, сформировав Овал BE. Позднее, в марте 2000, BE и FA соединились и сформировали Овал BA.

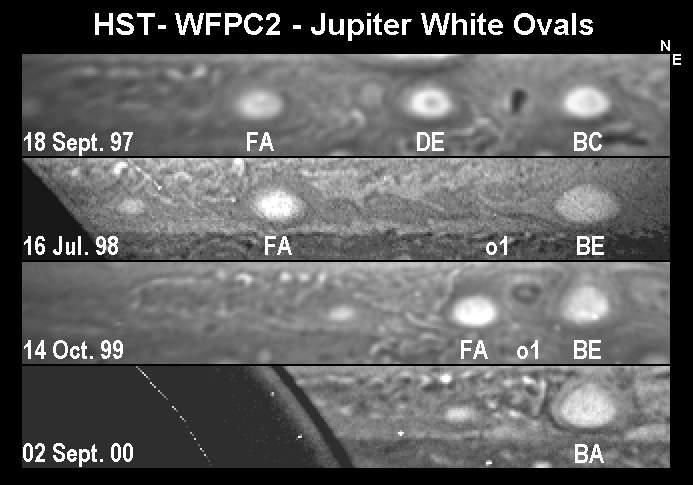
Формирование Овала BA из трёх белых овалов

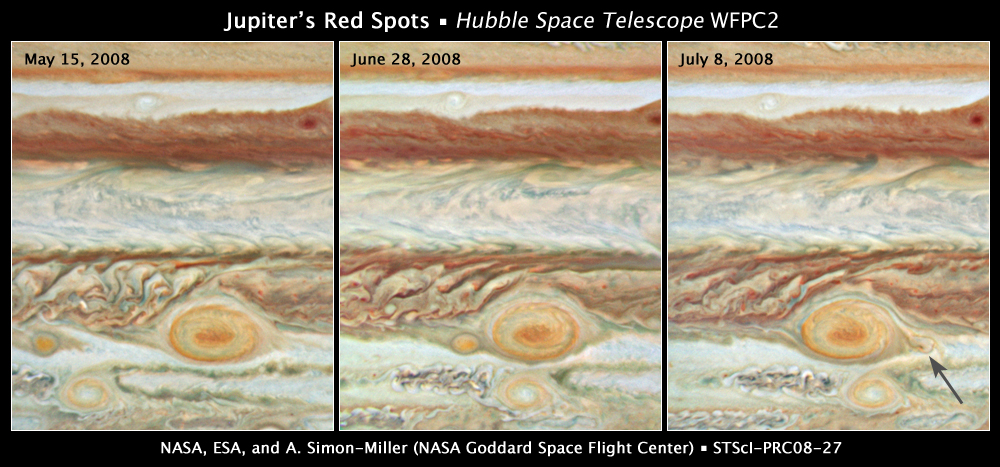
Овал BA (внизу), Большое Красное Пятно (вверху) и «Крошка — красное пятно» (посередине) в период кратковременного столкновения в июне 2008

Овал BA начал постепенно краснеть в 2005 году. Уже 24 февраля 2006 года филиппинский астроном-любитель Кристофер Го заметил, что пятно приобрело почти такой же оттенок как и БКП. В результате доктор Тони Филлипс предложил называть его «Малым красным пятном» или «Красным малым».
В апреле 2006 года команда астрономов, считавшая что Овал BA мог бы довольно близко пройти от БКП в том году, наблюдала оба вихря посредством телескопа Хаббла. Штормы проходят вблизи от друг друга примерно каждые 2 года, но прохождение 2002 и 2004 года не привлекало к себе такого внимания. Доктор Эми Саймон-Миллер, из Центра космических полётов Годдарда, предсказал, что вихри пройдут наиболее близко друг от друга 4 июля 2006 года. 20 июля оба вихря были сняты проходящими мимо друг друга обсерваторией Джемини.
Причины покраснения Овала BA неизвестны. Согласно исследованию 2008 года за авторством доктора Сантьяго Переса-Ойоса из «Университета страны Басков», наиболее вероятный механизм: «восходящая и внутренняя диффузия некой цветной материи или паров, тумана, газа которые позднее взаимодействуют с высокоэнергетическими солнечными фотонами в верхних слоях Овала BA». Некоторые считают, что небольшие вихри, а соответственно и «белые пятна», краснеют, когда ветры набирают достаточные силы, чтобы поднимать расположенные ниже газы, которые, попав на солнечный свет, меняют цвет.
Согласно наблюдениям, проводившимся посредством телескопа Хаббла в 2007 году, Овал BA становится всё более и более сильным. Скорости ветров на момент наблюдения уже составляли 618 км/ч, а это сопоставимо со скоростями ветров в Большом Красном Пятне, и эти ветра куда более сильны, чем были в вихрях прародителей. На июль 2008 года его размеры приближались к диаметру Земли и примерно половине от размера БКП.
Овал BA не следует путать с другим крупным вихрем — поглощённым БКП в 2008 году — Южным тропическим малым красным пятном (LRS), которое назвали «Крошка — Красное Пятно» (Новое Красное Пятно) в НАСА. Новый вихрь, а до того белое пятно с изображений телескопа Хаббла, покраснело в мае 2008 года. Наблюдения за ним вёл Калифорнийский университет в Беркли. «Крошка — Красное пятно» столкнулся с БКП в конце июня — начале июля 2008 года и, в ходе столкновения, меньшее красно пятно было порвано на клочки. Остатки вихря всё ещё продолжали кружить вблизи от БКП, пока не были им поглощены. Последние красноватые останки вихря были поглощены более крупным БКП приблизительно к середине июля. Последние не красные остатки «Крошки-красного пятна» были окончательно поглощены примерно в августе 2008 года. На момент столкновения Овал BA был относительно недалеко, но очевидной роли в поглощении «Крошки-красного пятна» не играл.

### Грозы

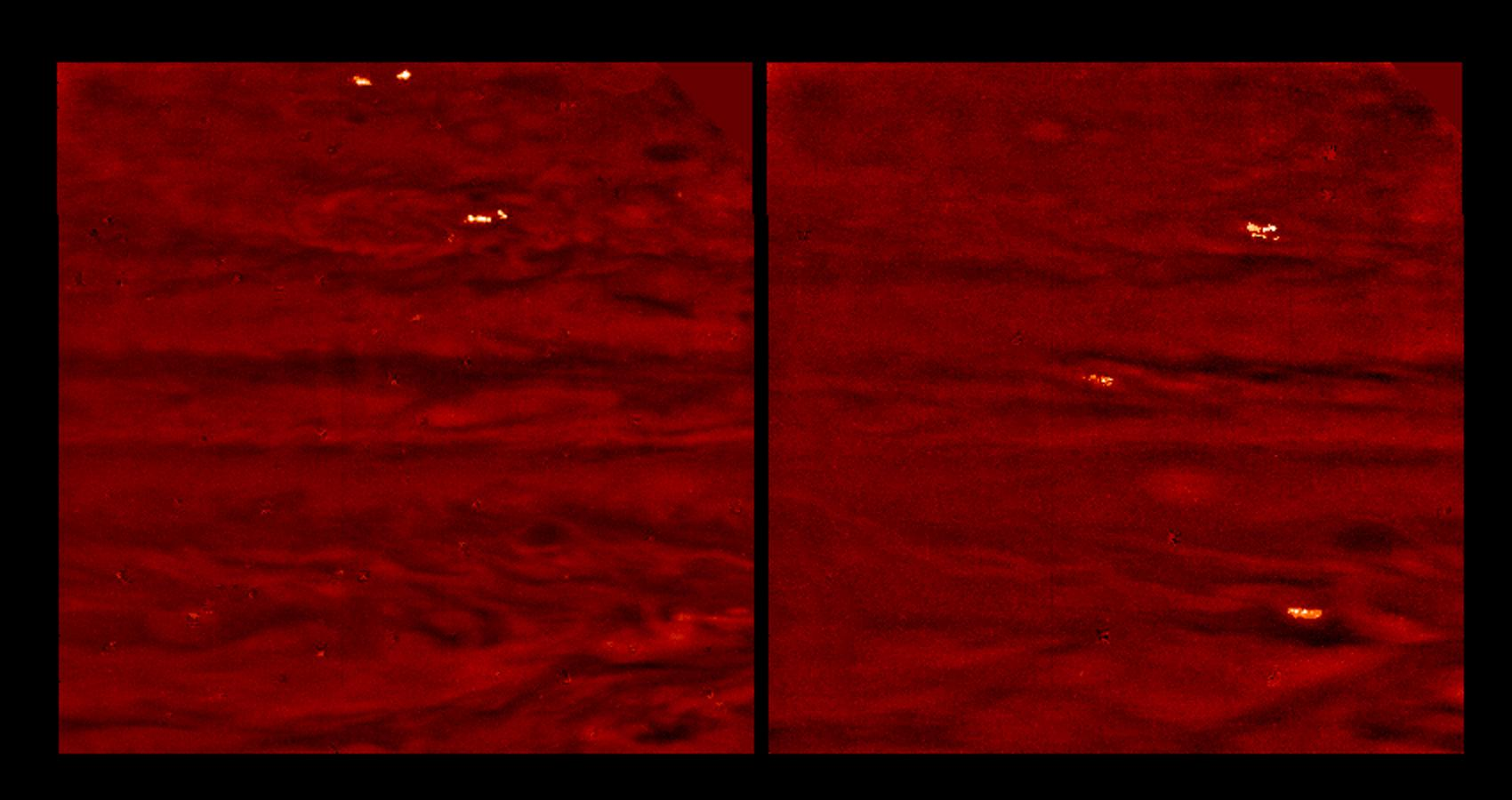
Молнии на ночной стороне Юпитера, изображение получено космическим аппаратом Галилео в 1997 году

Грозы на Юпитере напоминают земные. Они проявляют себя как яркие и массивные облака размерами примерно 1000 км, которые время от времени появляются в циклонических районах поясов, особенно в пределах сильных западно-направленных струй. В отличие от вихрей, грозы — короткоживущее явление, самая мощная из них может просуществовать несколько месяцев, тогда как средняя продолжительность существования — 3—4 дня. Считается, что они — следствие влажной конвекции в слоях Юпитерианской тропосферы. Фактически грозы представляют собой «конвекционные колоны» (перья), которые поднимают влажные воздушные массы из глубин всё выше и выше, пока они не уплотнятся в облака. Типичная высота Юпитерианских грозовых облаков 100 км, то есть они простираются до уровня давления в примерно 5—7 бар, тогда как гипотетические водяные облака начинаются на уровне давления в 0,2—0,5 бар.
Грозы на Юпитере, конечно, не обходятся без молний. Изображения ночной стороны Юпитера, полученные космическими аппаратами Галилео и Кассини, позволяют различить регулярные вспышки света в Юпитерианских поясах и вблизи от западно-направленных струй, в основном на широтах 51 °C, 56°Ю и 14°Ю. Удары молнии на Юпитере в целом более мощные, чем на Земле. Однако они происходят куда реже, и света они создают своими вспышками примерно столько же, сколько и земные. Несколько вспышек молнии было зафиксировано в полярных регионах Юпитера, что делает Юпитер второй после Земли планетой на которой можно увидеть полярные молнии.
Каждые 15—17 лет на Юпитере начинается особо мощный период грозовой активности. Она, в основном, проявляется на широте 23 °C, где расположена самая сильная восточно-направленная струя. В последний раз такое наблюдалось в июне 2007 года. Любопытно, что две грозы обособленно располагавшиеся на долготе 55° в Северном умеренном поясе оказали на пояс значительное влияние. Материя тёмного цвета, утерянная грозами, смешалась с облачностью пояса и переменила его окрас. Грозы двигались на скорости в примерно 170 м/с, даже чуть быстрее самой струи, что косвенно свидетельствует о существовании ещё более сильных ветров в глубинных слоях атмосферы.

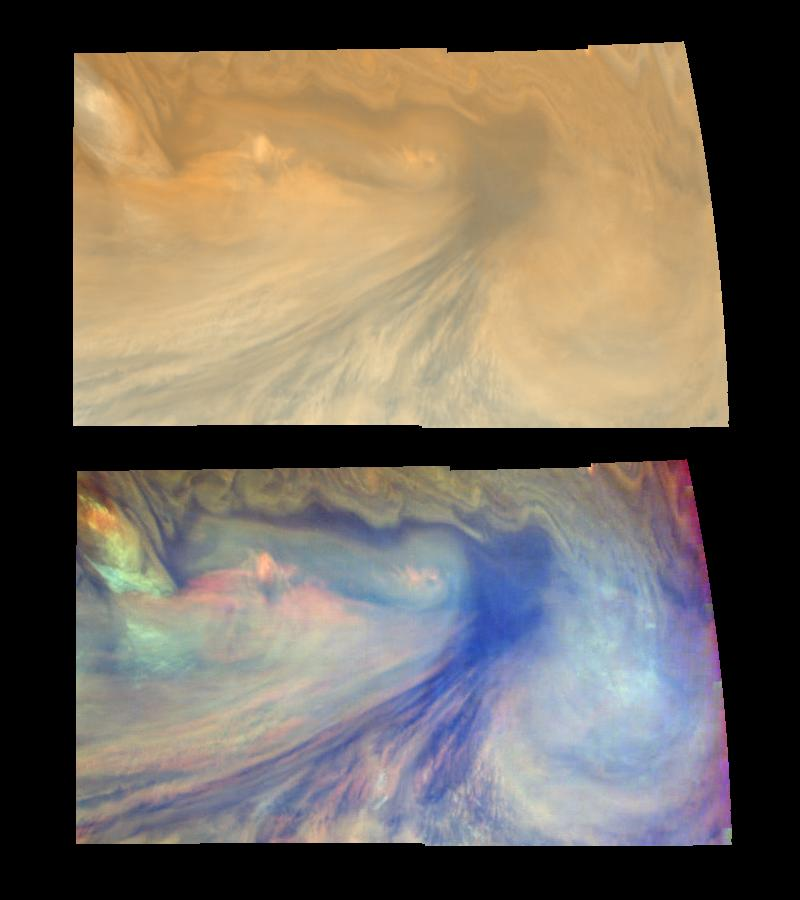
Ложноцветное изображение экваториальных горячих пятен

### Атмосферные возмущения
Типичная для поясов и зон текстура облачности порою нарушается атмосферными возмущениями (пертурбациями). Одно из таких особо устойчивых и долгоживущих возмущений в Южной тропической зоне, получило название «Южной тропической пертурбации» (STD). История наблюдений отмечает один из наиболее длительных периодов существования STD, когда его можно было чётко различать с 1901 по 1939 годы. Впервые пертурбация была замечена Перси Б.Молесуортом 28 февраля 1901 года. Пертурбация выразилась в частичном затемнении обычно яркой STZ. С тех пор несколько схожих пертурбаций наблюдалось в Южной Тропической Зоне.

### Горячие пятна
Одна из наиболее загадочных особенностей Юпитерианской атмосферы — горячие пятна. Это области где воздушные массы относительно свободны от облачности, что позволяет теплу подниматься из глубин не сильно рассеиваясь в облачности. Горячие пятна видны как белые точки в инфракрасном спектре на длине волны в 5 мкм. Преимущественно они расположены в поясах, однако цепочку из таких пятен можно наблюдать на северной окраине экваториальной зоны. Спускаемый аппарат с Галилео прошёл как раз через одно из этих экваториальных пятен. Каждое экваториальное пятно связано с ярким «пером» облаков расположенным западнее них и достигающим размеров до 10 000 км. Несмотря на округлую форму, горячие пятна вихрями не являются.
Происхождение горячих пятен неясное. Они могут быть нисходящими потоками воздушных масс, где воздух адиабатическими процессами нагревается и высушивается, а быть может это внешние проявления так называемых «планетарных высотных волн», то есть они вызваны глубинными процессами происходящими под атмосферой. Последнее объяснение подходит больше, потому что объясняет причины периодичности горячих экваториальных пятен.

## История наблюдений

Последовательность из снимков, сделанных Вояджером-1 на подлёте к Юпитеру

Ранние астрономы, используя небольшие телескопы, фиксировали изменения в юпитерианской атмосфере. Их описательная терминология — пояса и зоны, коричневые пятна и красные пятна, перья, баржи, фестоны, и северные сияния — используется до сих пор. Термины же вроде вихрения, вертикального движения, облачной высотности вошли в употребление позднее — в XX веке.
Первые наблюдения за атмосферой в недостижимом прежде разрешении были проведены космическими аппаратами Пионер 10 и 11. Первые действительно подробные изображения были получены космическим аппаратом Вояджер. Аппараты позволили разглядеть атмосферу в разрешении вплоть до деталей размерами в 5 км в различных частях спектра, и даже позволили создать своего рода «подлётные видео» (пример которого вы можете видеть правее) атмосферы в её динамике и движении. Спускаемый аппарат с Галилео позволил увидеть несравненно меньшую часть юпитерианской атмосферы, но в куда лучшем разрешении и значительно более широкой части спектра.
Сегодня астрономы получают сведения об атмосферных изменениях на Юпитере в основном благодаря телескопу Хаббла. Судя по наблюдениям, привычный порядок юпитерианской атмосферы иногда нарушается массовыми пертурбациями, но в основном она на удивление стабильна. Вертикальное движение атмосферы Юпитера было в значительной мере исследовано благодаря следовым газам, замеченным наземными телескопами. Спектроскопические исследования следов столкновения остатков кометы Шумейкера-Леви 9 и юпитерианской атмосферы позволили получить данные о строении атмосферы Юпитера ниже облачного слоя. Присутствие в атмосфере двухатомной серы (S₂) и дисульфида углерода (CS₂) впервые было зарегистрировано на Юпитере, и это первый случай обнаружения S₂ на каком либо астрономическом объекте вообще. Вместе с тем было зафиксировано присутствие аммиака (NH₃) и сероводорода (H₂S), тогда как кислородсодержащие молекулы вроде диоксида серы обнаружены не были, что было для астрономов сюрпризом.
Спускаемый аппарат с Галилео, пройдя вплоть до уровня давления в 22 бара, передал данные о температуре, ветрах, составе, облаках и радиации. Тем не менее на других участках атмосферы для уровней ниже 1 бара эти величины остаются неопределёнными.

### Большое Красное Пятно

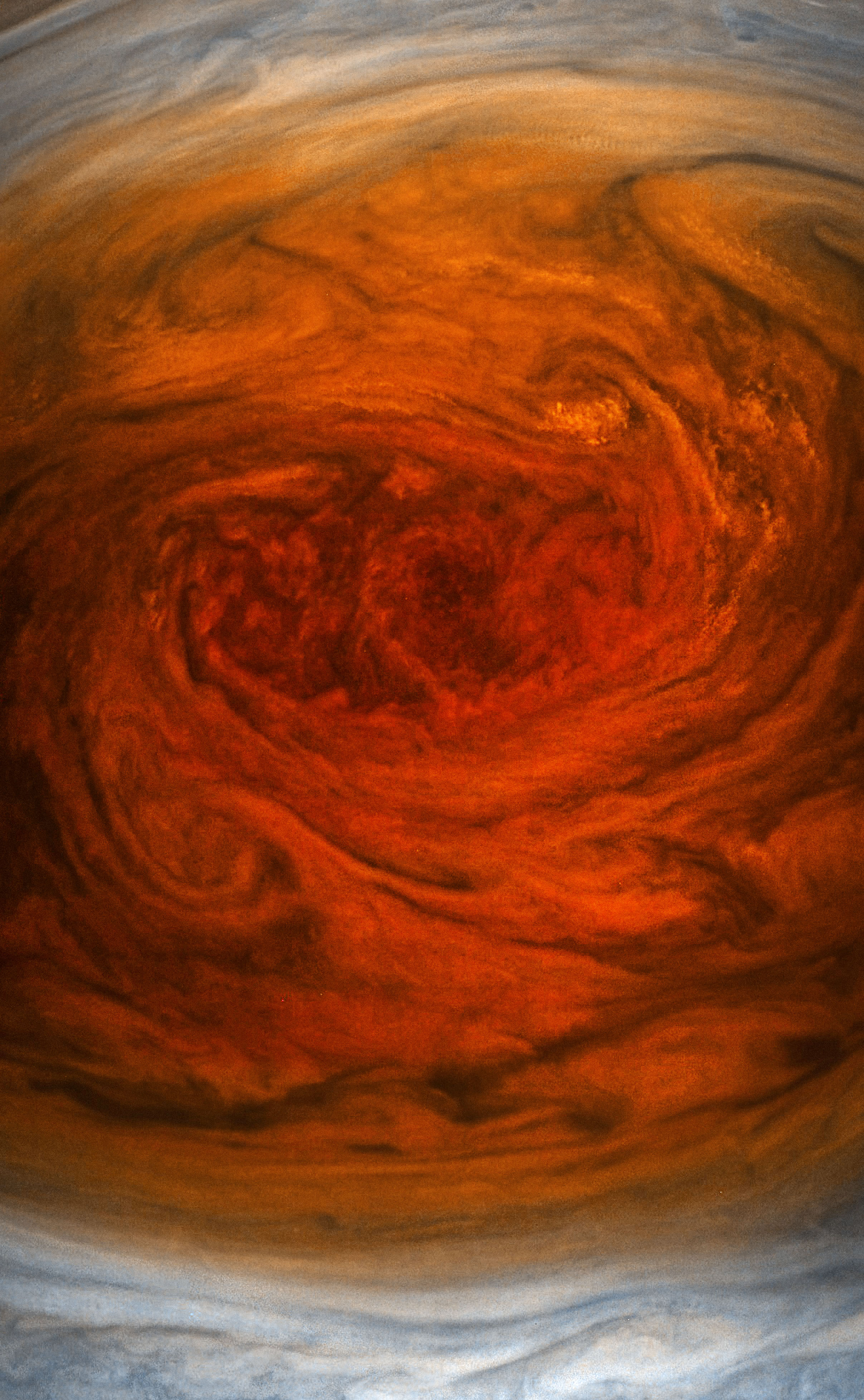
Большое красное пятно крупным планом, снятое с высоты 8000 км над атмосферой Юпитера JunoCam космического аппарата «Юнона» (11 июля 2017 года)

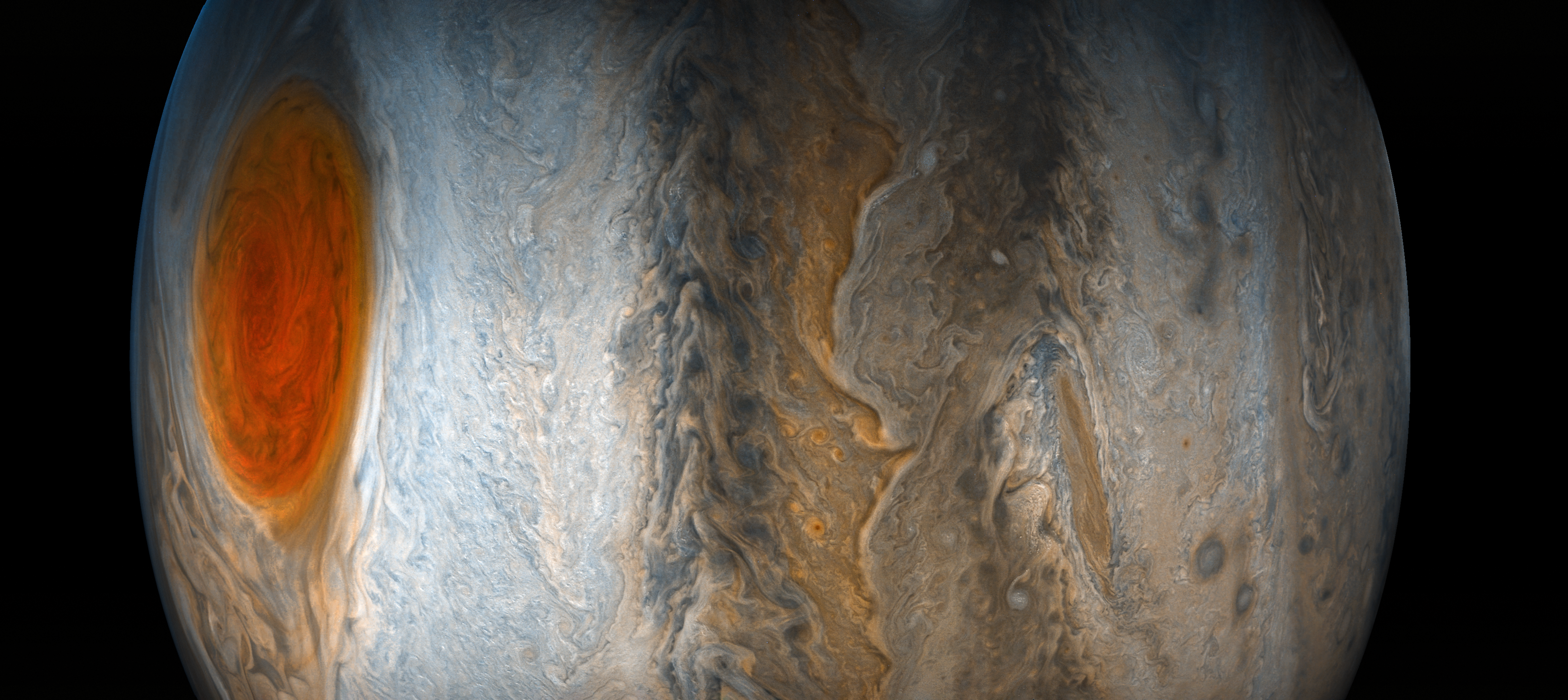
Большое красное пятно, снятое с высоты 16 535 км над атмосферой Юпитера JunoCam космического аппарата «Юнона» (10 июля 2017 года)

Первое наблюдение БКП нередко приписывают Роберту Гуку, который описывал пятно, замеченное им на Юпитере в 1664 году; однако вероятно, что пятно Гука было в другом поясе (Северный экваториальный пояс против текущего месторасположения в Южном экваториальном). Более убедительное описание давал Джованни Кассини, который упоминал в следующем году замеченное им «устойчивое пятно» на Юпитере. Несмотря на колебания в видимости, БКП было видно с 1665 по 1713 годы.
Любопытно, что юпитерианское пятно было изображено на холсте итальянского художника Донато Крети в 1700 году, который демонстрируется в Ватикане. Это часть из серии картин, на которых развиваются сценки из итальянской жизни на фоне увеличенных изображений небесных тел. За созданием этих картин в целях уточнения наблюдал астроном Эустакьо Манфреди. Крети первый, кто изобразил БКП красным, до него никто не изобразил какую-либо деталь атмосферы Юпитера красной вплоть до конца XIX столетия.
Снова записи о БКП встречаются лишь с 1830 года, а по-настоящему хорошо оно было изучено лишь в 1879 году, когда стало особо хорошо различимо. Длительный 118-летний промежуток между первыми наблюдениями и 1830 годом не даёт ясного представления о том, что случилось: либо рассеялось первоначальное пятно и сформировалось вновь, либо пропало из видимости, либо наблюдательные записи велись неверно. Об этом было трудно судить. У более старых пятен, отмеченных в наблюдениях, была короткая наблюдательная история и куда более медленное движение чем у современного, что делает идентификацию затруднительной.
25 февраля 1979 года, когда космический аппарат Вояджер-1 пролетал в 9,2 миллиона километров от Юпитера, он передал на Землю первое подробное изображение Большого красного пятна. Удалось различить детали размерами от 160 километров. Красочная, волнистая облачность, видимая западнее на фото, — своего рода кильватер пятна, им же проецируемый, где наблюдаются чрезвычайно сложные и переменчивые перемещения облачности.

### Белые Овалы

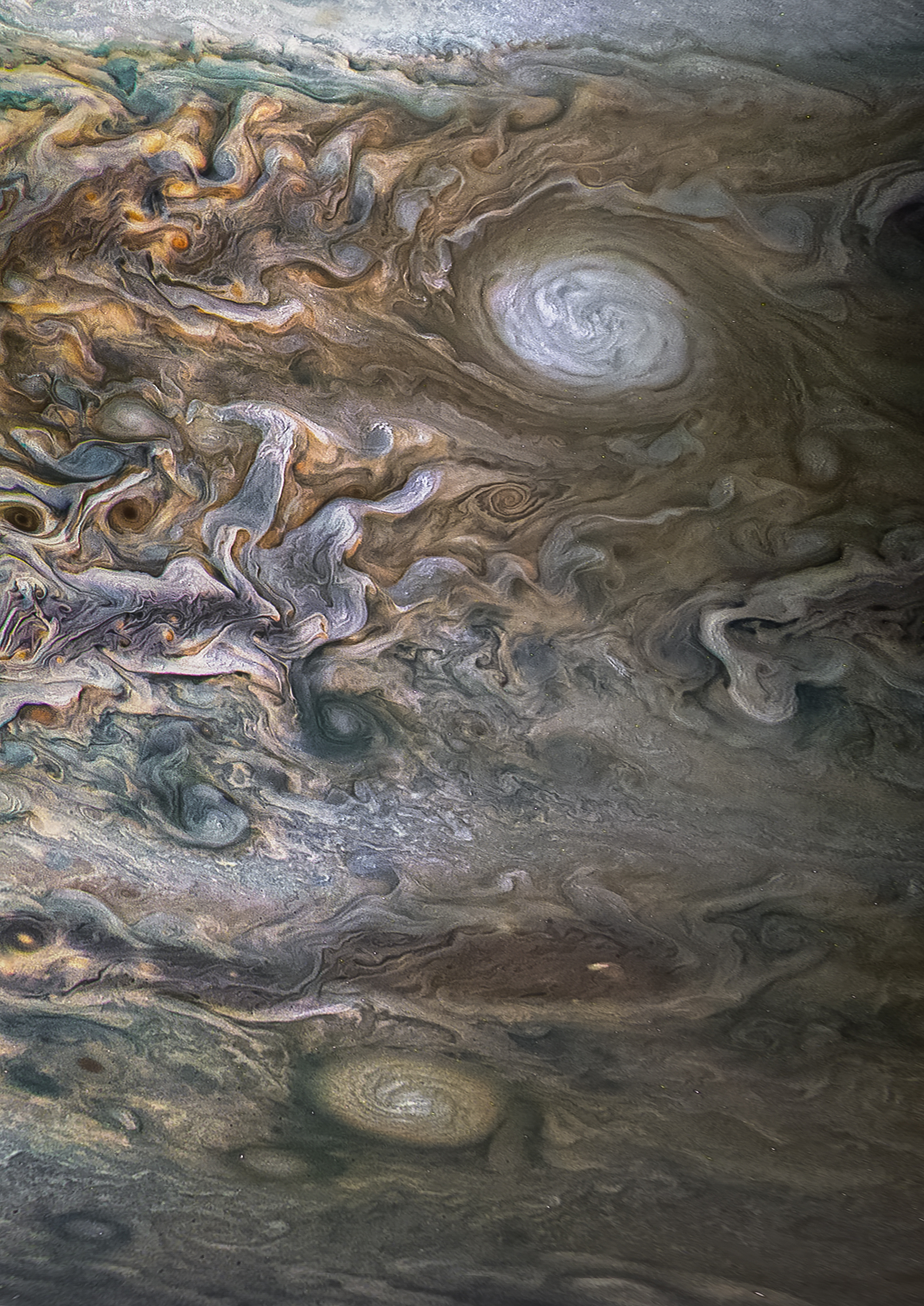
Белые овалы, снятые JunoCam КА «Юнона» (28 ноября 2017 года)

Белые овалы, которым предстояло сформироваться в Овал BA, впервые были замечены в 1939 году. После их формирования они простирались почти на 90 градусов по долготе, однако очень быстро — в течение десятилетия — начали сокращаться; после 1965 года их размеры стабилизировались в пределах 10 градусов долготы. Хотя изначально они являлись частью STZ, они постепенно переместились в южный умеренный пояс, предположительно создав своего рода ниши в STZ. Как и БКП, овалы были ограничены в передвижении двумя противостоящими струями с севера и юга, восточно-направленной струёй с севера и западно-направленной с востока.
Перемещение овалов по долготе, судя по всему, находилось под влиянием двух факторов: позиция Юпитера на орбите (они двигались быстрее в афелии), а также близость к БКП (они ускорялись в пределах 50 градусов от БКП). Однако с 1940 по 1990 год была заметна тенденция к замедлению обращения овалов, их первоначальная скорость уменьшилась примерно на 50 %.
На момент пролёта «Вояджеров» овалы были размерами примерно 9000 км с востока на запад, 5000 км с севера на юг, и обращались с периодом в 5 суток (БКП с периодом в 6 на тот момент).

## Комментарии
1. ^  Шкала высот — sh, в данной трактовке определяется как sh = RT/(Mgj), где R = 8,31 Дж/(моль·K) — универсальная газовая постоянная, M ≈ 0,0023 кг/моль — средняя молярная масса в Юпитерианской атмосфере[11], T — температура, и gj ≈ 25 м/с² — ускорение свободного падения на поверхности Юпитера. Так как температура меняется от 110 K в тропопаузе до 1000 K в термосфере[11], шкала высот может принимать значения от 15 до 150 км.
2. ^  Атмосферный зонд, спущенный Галилео, не был в состоянии измерить относительное количество кислорода на глубине, потому что концентрация воды нарастала вплоть до уровня давления в 22 бар, когда он прекратил работу. Хотя фактически измеренная распространённость кислорода намного ниже солнечных значений, наблюдаемое увеличение концентрации воды с глубиной делает вполне вероятным то, что глубинная распространённость кислорода в атмосфере Юпитера действительно превышает солнечные значения приблизительно в 3 раза, как и прочие элементы[1].
3. ^  Были предложены различные объяснения для такого обилия углерода, кислорода, азота и прочих элементов. Ведущее: Юпитер на стадии позднего прироста получал большое количество ледяных планетезималей. Считается, что летучие вещества (в планетологии: вещества с низкой точкой кипения, которые обычно входят в планетарную кору и/или атмосферу, например: азот, вода, углекислый газ, аммиак, водород, метан и т. д.) как и инертные газы были получены в виде газовых гидратов в водяном льде[1].

## Цитируемые источники
- Atreya S.K.; Wong, M.H.; Owen, T.C. et al. A comparison of the atmospheres of Jupiter and Saturn: deep atmospheric composition, cloud structure, vertical mixing, and origin (англ.) // Planetary and Space Science. — Elsevier, 1999. — Vol. 47, no. 10—11. — P. 1243—1262. — doi:10.1016/S0032-0633(99)00047-1. — Bibcode: 1999P&SS...47.1243A.
- Atreya S.K.; Mahaffy, P.R.; Niemann, H.B. et al. Composition and origin of the atmosphere of Jupiter—an update, and implications for the extrasolar giant planets (англ.) // Planetary and Space Science. — Elsevier, 2003. — Vol. 51, no. 2. — P. 105—112. — doi:10.1016/S0032-0633(02)00144-7. — Bibcode: 2003P&SS...51..105A.
- Sushil K.; Atreya и Ah-San Wong. Coupled Clouds and Chemistry of the Giant Planets— A Case for Multiprobes (англ.) // Space Science Reviews. — Springer. — Vol. 116, no. 1—2. — P. 121—136. — doi:10.1007/s11214-005-1951-5.
- Atreya S.K.; Wong, A.S.; Baines, K.H. et al. Jupiter’s ammonia clouds—localized or ubiquitous? (англ.) // Planetary and Space Science. — Elsevier, 2005. — Vol. 53, no. 5. — P. 498—507. — doi:10.1016/j.pss.2004.04.002. — Bibcode: 2005P&SS...53..498A.
- Baines K.H.; Simon-Miller, A.A.; Orton, G.S. et al. Polar Lightning and Decadal-Scale Cloud Variability on Jupiter (англ.) // Science. — 2007. — Vol. 318, no. 5848. — P. 226—229. — doi:10.1126/science.1147912. — Bibcode: 2007Sci...318..226B. — PMID 17932285.
- Beatty J.K. Jupiter's Shrinking Red Spot (англ.) // Sky and Telescope. — 2002. — Vol. 103, no. 4. — P. 24.
- Beebe R. Jupiter the Giant Planet. — 2nd. — Washington: Smithsonian Books, 1997. — ISBN 1-56098-685-9.
- Bhardwaj A.; Gladstone, G.R. Auroral emissions of the giant planets (англ.) // Reviews of Geophysics. — 2000. — Vol. 38, no. 3. — P. 295—353. — doi:10.1029/1998RG000046. — Bibcode: 2000RvGeo..38..295B.
- Busse F.H. A simple model of convection in the Jovian atmosphere (англ.) // Icarus. — Elsevier, 1976. — Vol. 29, no. 2. — P. 255—260. — doi:10.1016/0019-1035(76)90053-1. — Bibcode: 1976Icar...29..255B.
- Thérèse Encrenaz. ISO observations of the giant planets and Titan: what have we learnt? (англ.) // Planetary and Space Science. — Elsevier, 2003. — Vol. 51, iss. 2. — P. 89—103. — doi:10.1016/S0032-0633(02)00145-9.
- Fletcher Leigh N.; Orton, G.S.; Mousis O.; Yanamandra-Fisher P.; Parrish P.D.; Irwin P.G.J.; Fisher B.M.; Vanzi L.; Fujiyoshi T. Thermal structure and composition of Jupiter’s Great Red Spot from high-resolution thermal imaging (англ.) // Icarus. — Elsevier, 2010. — Vol. 208, no. 1. — P. 306—328. — doi:10.1016/j.icarus.2010.01.005. — Bibcode: 2010Icar..208..306F.
- Go C.Y.; de Pater, I.; Wong M. et al. Evolution Of The Oval Ba During 2004–2005 (англ.) // Bulletin of the American Astronomical Society[англ.]. — American Astronomical Society, 2006. — Vol. 29, no. 38. — P. 495. — Bibcode: 2006DPS....38.1102G.
- Guillot T. A comparison of the interiors of Jupiter and Saturn (англ.) // Planetary and Space Science. — Elsevier, 1999. — Vol. 47, no. 10—11. — P. 1183—1200. — doi:10.1016/S0032-0633(99)00043-4. — Bibcode: 1999P&SS...47.1183G. — arXiv:astro-ph/9907402.
- Hammel H.B.; Lockwood, G.W.; Mills, J.R.; Barnet, C.D. Hubble Space Telescope Imaging of Neptune's Cloud Structure in 1994 (англ.) // Science. — 1995. — Vol. 268, no. 5218. — P. 1740—1742. — doi:10.1126/science.268.5218.1740. — Bibcode: 1995Sci...268.1740H. — PMID 17834994.
- Heimpel M.; Aurnou, J.; Wicht, J. Simulation of equatorial and high-latitude jets on Jupiter in a deep convection model (англ.) // Nature. — 2005. — Vol. 438, no. 7065. — P. 193—196. — doi:10.1038/nature04208. — Bibcode: 2005Natur.438..193H. — PMID 16281029.
- Hockey T. Galileo's Planet: Observing Jupiter Before Photography. — Bristol, Philadelphia: Institute of Physics Publishing, 1999. — ISBN 0-7503-0448-0.
- Ingersoll A.P.; Dowling, T.E.; Gierasch, P.J. et al. Dynamics of Jupiter’s Atmosphere (англ.) // Jupiter: The Planet, Satellites and Magnetosphere  / Bagenal, F.; Dowling, T.E.; McKinnon, W.B.. — Cambridge: Cambridge University Press, 2004. — ISBN 0-521-81808-7.
- Ingersoll A.P.; Cuzzi, J.N. Dynamics of Jupiter's cloud bands (англ.) // Journal of the Atmospheric Sciences. — 1969. — Vol. 26, no. 5. — P. 981—985. — doi:10.1175/1520-0469(1969)026<0981:DOJCB>2.0.CO;2. — Bibcode: 1969JAtS...26..981I.
- Irwin P. Giant Planets of Our Solar System. Atmospheres, Composition, and Structure. — Springer and Praxis, 2003. — ISBN 978-3-540-00681-7.
- Kunde V.G.; Flasar, F.M.; Jennings, D.E. et al. Jupiter’s Atmospheric Composition from the Cassini Thermal Infrared Spectroscopy Experiment (англ.) // Science. — 2004. — Vol. 305, no. 5690. — P. 1582—1586. — doi:10.1126/science.1100240. — Bibcode: 2004Sci...305.1582K. — PMID 15319491.
- Low F.J. Observations of Venus, Jupiter, and Saturn at λ20 μ (англ.) // The Astronomical Journal. — IOP Publishing, 1966. — Vol. 71. — P. 391. — doi:10.1086/110110. — Bibcode: 1966AJ.....71R.391L.
- McKim R.J. P. B. Molesworth's discovery of the great South Tropical Disturbance on Jupiter, 1901 (англ.) // Journal of the British Astronomical Association[англ.]. — British Astronomical Association[англ.], 1997. — Vol. 107, no. 5. — P. 239—245. — Bibcode: 1997JBAA..107..239M.
- Miller S.; Aylword, A.; Milliword, G. Giant Planet Ionospheres and Thermospheres: the Importance of Ion-Neutral Coupling (англ.) // Space Science Reviews. — Springer, 2005. — Vol. 116, no. 1—2. — P. 319—343. — doi:10.1007/s11214-005-1960-4. — Bibcode: 2005SSRv..116..319M.
- Noll K.S.; McGrath, M.A.; Weaver, H.A.; Yelle, R.V.; Trafton, L.M.; Atreya, S.K.; Caldwell, J.J.; Barnet, C.; Edgington, S. HST Spectroscopic Observations of Jupiter Following the Impact of Comet Shoemaker-Levy 9 (англ.) // Science. — 1995. — Vol. 267, no. 5202. — P. 1307—1313. — doi:10.1126/science.7871428. — Bibcode: 1995Sci...267.1307N. — PMID 7871428.
- J. C. Pearl, B. J. Conrath, R. A. Hanel, J. A. Pirraglia и A. Coustenis. The albedo, effective temperature, and energy balance of Uranus, as determined from Voyager IRIS data (англ.) // Icarus. — Elsevier, 1990. — Vol. 84, iss. 1. — P. 12—28. — doi:10.1016/0019-1035(90)90155-3.
- Reese E.J.; Solberg, H.G. Recent measures of the latitude and longitude of Jupiter's red spot (англ.) // Icarus. — Elsevier, 1966. — Vol. 5, no. 1—6. — P. 266—273. — doi:10.1016/0019-1035(66)90036-4. — Bibcode: 1966Icar....5..266R.
- Ridpath I. Norton's Star Atlas and Reference Handbook. — 19th. — Harlow: Addison Wesley Longman, 1998. — P. 107. — ISBN 0-582-35655-5.
- Rogers J.H. The Giant Planet Jupiter. — Cambridge: Cambridge University Press, 1995. — ISBN 0-521-41008-8.
- Rogers J.H.; Metig, H.J. Jupiter in 1998/99 (англ.) // Journal of the British Astronomical Association[англ.]. — British Astronomical Association[англ.], 2001. — Vol. 111, no. 6. — P. 321—332. — Bibcode: 2001JBAA..111..321R.
- Rogers J.H. Jupiter in 1999/2000. II: Infrared wavelengths (англ.) // Journal of the British Astronomical Association[англ.]. — British Astronomical Association[англ.], 2003. — Vol. 113, no. 3. — P. 136—140. — Bibcode: 2003JBAA..113..136R.
- Rogers J.H. The accelerating circulation of Jupiter’s Great Red Spot (англ.) // Journal of the British Astronomical Association[англ.]. — British Astronomical Association[англ.], 2008. — Vol. 118, no. 1. — P. 14—20. — Bibcode: 2008JBAA..118...14R.
- Sanchez-Lavega A.; Orton, G.S.; Morales R. et al. The Merger of Two Giant Anticyclones in the Atmosphere of Jupiter (англ.) // Icarus. — Elsevier, 2001. — Vol. 149, no. 2. — P. 491—495. — doi:10.1006/icar.2000.6548. — Bibcode: 2001Icar..149..491S.
- Sanchez-Lavega A.; Orton, G.S.; Hueso, S. et al. Depth of the strong Jovian jet from a planetary scale disturbance driven by storms (англ.) // Nature. — 2008. — Vol. 451, no. 7177. — P. 437—440. — doi:10.1038/nature06533. — Bibcode: 2008Natur.451..437S. — PMID 18216848.
- Seiff A.; Kirk, D.B.; Knight, T.C.D. et al. Thermal structure of Jupiter's atmosphere near the edge of a 5-μm hot spot in the north equatorial belt (англ.) // Journal of Geophysical Research[англ.]. — 1998. — Vol. 103, no. E10. — P. 22857—22889. — doi:10.1029/98JE01766. — Bibcode: 1998JGR...10322857S.
- Smith B.A.; Soderblom, L.A.; Johnson, T.V. et al. The Jupiter system through the eyes of Voyager 1 (англ.) // Science. — 1979. — Vol. 204, no. 4396. — P. 951—957, 960—972. — doi:10.1126/science.204.4396.951. — Bibcode: 1979Sci...204..951S. — PMID 17800430.
- Stone P.H. On Jupiter's Rate of Rotation (англ.) // Journal of Atmospheric Sciences. — 1974. — Vol. 31, no. 5. — P. 1471—1472. — doi:10.1175/1520-0469(1974)031<1471:OJROR>2.0.CO;2. — Bibcode: 1974JAtS...31.1471S.
- Vasavada A.R.; Showman, A. Jovian atmospheric dynamics: An update after Galileo and Cassini (англ.) // Reports on Progress in Physics. — 2005. — Vol. 68, no. 8. — P. 1935—1996. — doi:10.1088/0034-4885/68/8/R06. — Bibcode: 2005RPPh...68.1935V.
- West R.A.; Baines, K.H.; Friedson, A.J. et al. The Giant Planet Jupiter // Jupiter: The Planet, Satellites and Magnetosphere / Bagenal, F.; Dowling, T.E.; McKinnon, W.B.. — Cambridge: Cambridge University Press, 2004.
- Yelle R.V.; Miller, S. Jupiter’s Thermosphere and Ionosphere (англ.) // Jupiter: The Planet, Satellites and Magnetosphere  / Bagenal, F.; Dowling, T.E.; McKinnon, W.B.. — Cambridge: Cambridge University Press, 2004.